# Melodifestivalen (2018)

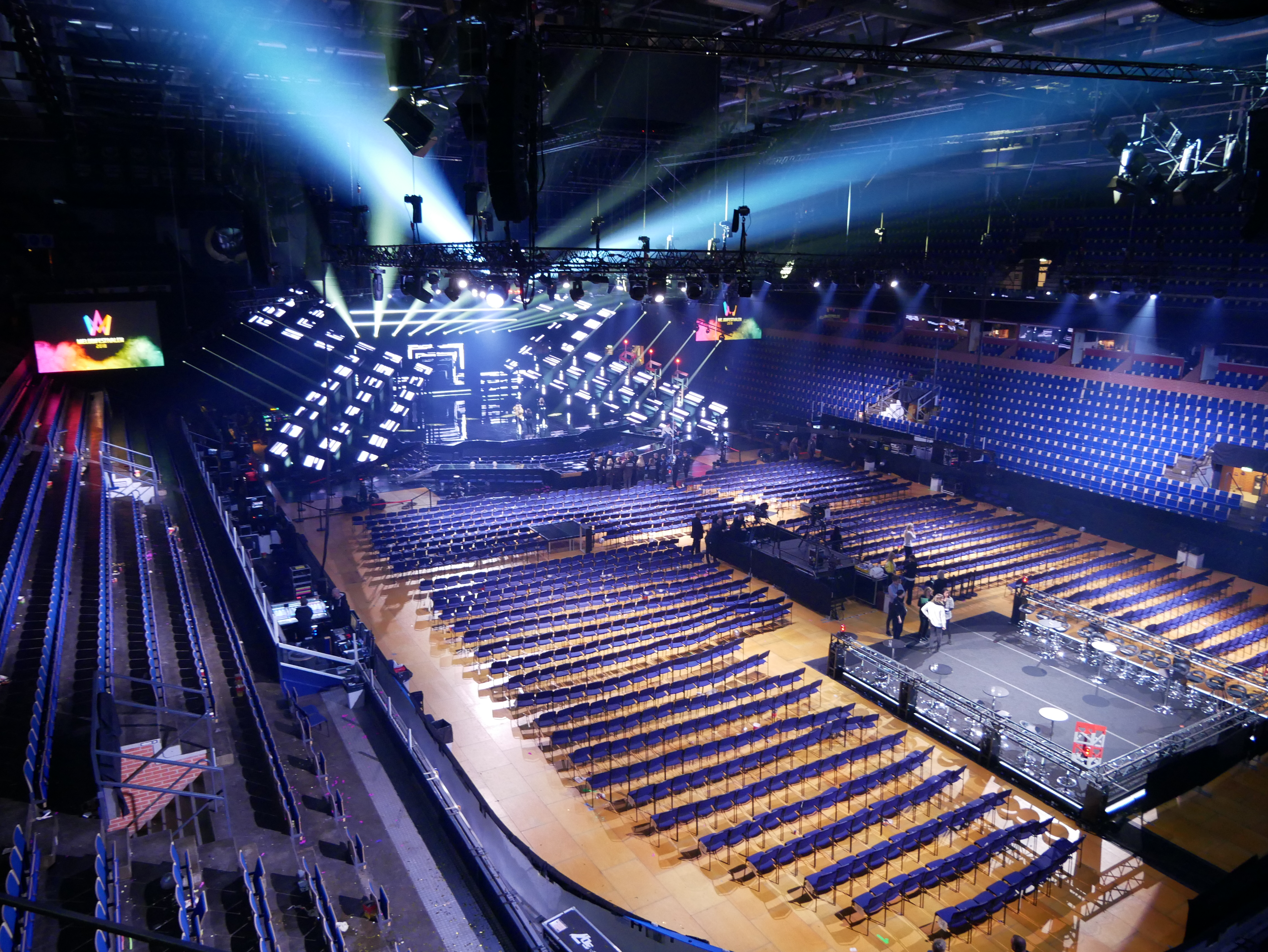
A Löfbergs Arena, az első elődöntő előtt

A 2018-as Melodifestivalen egy hatrészes svéd zenei verseny volt, melynek keretén belül a nézők és a nemzetközi, szakmai zsűri kiválasztotta, hogy ki képviselje Svédországot a 2018-as Eurovíziós Dalfesztiválon, Portugáliában. A 2018-as Melodifestivalen volt az ötvenhetedik svéd nemzeti döntő.
Az élő műsorsorozatban ezúttal is huszonnyolc dal versenyzett az Eurovíziós Dalfesztiválra való kijutásért. A sorozat ismét háromfordulós volt; hat élő adásból állt a következők szerint: négy elődöntő, egy második esély forduló és a döntő. Elődöntőnként hét-hét előadó lépett fel. Az elődöntők első két helyezettje automatikusan a döntőbe, a harmadik és negyedik helyezettek a második esély fordulóba jutottak tovább. A második esély fordulóban az egyes párbajok győztesei csatlakoztak a döntős mezőnyhöz. Az elődöntőkben és a második esély fordulóban csak a nézői SMS-ek, illetve telefonos szavazatok alapján kerültek ki a továbbjutók. A döntőben a nézők és a nemzetközi, szakmai zsűrik szavazatai alakították ki a végeredményt. Az adások műsorvezetője David Lindgren volt, aki 2012-ben, 2013-ban és 2016-ban versenyzőként, 2017-ben pedig az egyik házigazdaként vett részt a versenyen. A versenyzőkkel az interjúkat a Green Room-ban Fab Freddie készítette.
Annak érdekében, hogy a döntőben a nézők és a nemzetközi zsűri pontjainak értéke ugyanannyi legyen, a szervezők változtattak a zsűrik pontszámain. Az új rendszerben az Eurovíziós Dalfesztiválhoz hasonlóan minden zsűri a 10 kedvenc dalára szavazott, melyek 1–7, 8, 10 és 12 pontot kaptak, ami így a korábbi zsűri által kiosztható összpontszámot 473-ról 638-ra emelte. A nézők ugyanennyi ponttal rendelkeztek.
A döntő előtt a fogadóirodák a győzelemre legesélyesebbnek Benjamin Ingrosso-t, Liamoót és Felix Sandman-t tartották. A verseny győztese végül Benjamin Ingrosso lett, aki Dance You Off című dalával képviselte az országot Lisszabonban.

## A helyszínek
| Forduló               | Dátum             | Város        | Helyszín           | Műsorvezető    |
| --------------------- | ----------------- | ------------ | ------------------ | -------------- |
| Első elődöntő         | 2018. február 3.  | Karlstad     | Löfbergs Arena     | David Lindgren |
| Második elődöntő      | 2018. február 10. | Göteborg     | Scandinavium       | David Lindgren |
| Harmadik elődöntő     | 2018. február 17. | Malmö        | Malmö Arena        | David Lindgren |
| Negyedik elődöntő     | 2018. február 24. | Örnsköldsvik | Fjällräven Center  | David Lindgren |
| Második esély forduló | 2018. március 3.  | Kristianstad | Kristianstad Arena | David Lindgren |
| Döntő                 | 2018. március 10. | Stockholm    | Friends Arena      | David Lindgren |

## A résztvevők
| Előadó                       | Dal                      | Szerző(k)                                                                                      |
| ---------------------------- | ------------------------ | ---------------------------------------------------------------------------------------------- |
| Barbi Escobar                | Stark                    | Barbi Escobar, Costa Leon, Andreas ”Stone” Johansson                                           |
| Benjamin Ingrosso            | Dance You Off            | Benjamin Ingrosso, MAG, Louis Schoorl, K Nita                                                  |
| Dotter                       | Cry                      | Linnea Deb, Peter Boström, Thomas G:son, Johanna ”Dotter” Jansson                              |
| Edward Blom                  | Livet på en pinne        | Edward Blom, Thomas G:son, Stefan Brunzell, Kent Olsson                                        |
| Elias Abbas                  | Mitt paradis             | Anderz Wrethov, Hamed “K-One” Pirouzpanah, Sami Rekik                                          |
| Emmi Christensson            | Icarus                   | Thomas G:son, Christian Schneider, Andreas Hedlund, Sara Biglert                               |
| Felicia Olsson               | Break That Chain         | Bobby Ljunggren, Kristian Lagerström, Henrik Wikström, Joy Deb                                 |
| Felix Sandman                | Every Single Day         | Noah Conrad, Tony Ferrari, Parker James, Jake Torry, Felix Sandman                             |
| Ida Redig                    | Allting som vi sa        | Yvonne Dahlbom, Jesper Welander, Ida Redig                                                     |
| Jessica Andersson            | Party Voice              | Fredrik Kempe, David Kreuger, Niklas Carson Mattsson, Jessica Andersson                        |
| John Lundvik                 | My Turn                  | Anna-Klara Folin, John Lundvik, Jonas Thander                                                  |
| Jonas Gardell                | Det finns en väg         | Calle Kindbom, Jonas Gardell, Mats Tärnfors                                                    |
| Kalle Moraeus & Orsa Spelmän | Min dröm                 | Thomas G:son, Alexzandra Wickman                                                               |
| Kamferdrops                  | Solen lever kvar hos dig | Herbert Trus, Danne Attlerud, Martin Klaman, Krstoffer Tømmerbakke, Erik Smaaland, Kamferdrops |
| Kikki Danielsson             | Osby Tennessee           | Sulo Karlsson, Kikki Danielsson                                                                |
| Liamoo                       | Last Breath              | Liam Cacatian Thomassen, Morten Thorhauge, Peter Bjørnskov, Lene Dissing                       |
| Margaret                     | In My Cabana             | Anderz Wrethov, Linnea Deb, Arash Labaf, Robert Uhlmann                                        |
| Mariette                     | For You                  | Jörgen Elofsson                                                                                |
| Martin Almgren               | A Bitter Lullaby         | Josefin Glenmark, Märta Grauers                                                                |
| Mendez                       | Everyday                 | Leopoldo Mendez, Jimmy Jansson, Palle Hammarlund                                               |
| Mimi Werner                  | Songburning              | Göran Werner, Mimi Werner, Niki Niki, Carl Varga, Johan Åsgärde, Oliver Lundström              |
| Moncho                       | Cuba Libre               | Jimmy Jansson, David Strääf, Markus Videsäter, Axel Schylström, Moncho                         |
| Olivia Eliasson              | Never Learn              | Anton Ewald, Jonas Wallin, Trond Smeplass                                                      |
| Renaida                      | All the Feels            | Laurell Barker, Jon Hällgren, Peter Barringer, Lukas Hällgren                                  |
| Rolandz                      | Fuldans                  | Fredrik Kempe, David Kreuger, Robert Gustafsson, Regina Hedman                                 |
| Samir & Viktor               | Shuffla                  | Andreas ”Stone” Johansson, Denniz Jamm, Costa Leon, Samir Badran, Viktor Frisk                 |
| Sigrid Bernson               | Patrick Swayze           | Andrej Kamnik, Josefin Glenmark, Peg Parnevik, Sigrid Bernson                                  |
| Stiko Per Larsson            | Titta vi flyger          | Stiko Per Larsson, Emil Rotsjö                                                                 |

## Élő műsorsorozat
Az adások részletes végeredményét a döntő után hozták nyilvánosságra.

### Első elődöntő
Az első elődöntőt február 3-án rendezte az SVT hét előadó részvételével Karlstadban, a Löfbergs Arenaban.
| #  | Előadó            | Dal                      | Szavazat  | Szavazat | Szavazat  | Helyezés | Eredmény     |
| #  | Előadó            | Dal                      | 1. kör    | 2. kör   | Összesen  | Helyezés | Eredmény     |
| -- | ----------------- | ------------------------ | --------- | -------- | --------- | -------- | ------------ |
| 01 | Sigrid Bernson    | Patrick Swayze           | 951 260   | 92 476   | 1 043 736 | 4.       | Továbbjutott |
| 02 | John Lundvik      | My Turn                  | 1 048 501 | 103 632  | 1 152 153 | 2.       | Továbbjutott |
| 03 | Renaida           | All the Feels            | 1 037 549 | 89 358   | 1 126 907 | 3.       | Továbbjutott |
| 04 | Edward Blom       | Livet på en pinne        | 801 616   | 63 826   | 865 442   | 5.       | Kiesett      |
| 05 | Kikki Danielsson  | Osby Tennessee           | 555 466   | —        | 555 466   | 7.       | Kiesett      |
| 06 | Kamferdrops       | Solen lever kvar hos dig | 555 778   | —        | 555 778   | 6.       | Kiesett      |
| 07 | Benjamin Ingrosso | Dance You Off            | 1 184 738 | 110 417  | 1 295 155 | 1.       | Továbbjutott |

### Második elődöntő
A második elődöntőt február 9-én rendezte az SVT hét előadó részvételével Göteborgban, a Scandinaviumban.
| #  | Előadó            | Dal               | Szavazat  | Szavazat | Szavazat  | Helyezés | Eredmény     |
| #  | Előadó            | Dal               | 1. kör    | 2. kör   | Összesen  | Helyezés | Eredmény     |
| -- | ----------------- | ----------------- | --------- | -------- | --------- | -------- | ------------ |
| 01 | Samir & Viktor    | Shuffla           | 1 166 434 | 70 629   | 1 237 063 | 1.       | Továbbjutott |
| 02 | Ida Redig         | Allting som vi sa | 721 817   | 57 707   | 779 524   | 5.       | Kiesett      |
| 03 | Jonas Gardell     | Det finns en väg  | 490 911   | —        | 490 911   | 7.       | Kiesett      |
| 04 | Margaret          | In My Cabana      | 805 016   | 60 198   | 865 214   | 3.       | Továbbjutott |
| 05 | Stiko Per Larsson | Titta vi flyger   | 529 194   | —        | 529 194   | 6.       | Kiesett      |
| 06 | Mimi Werner       | Songburning       | 744 801   | 67 923   | 812 724   | 4.       | Továbbjutott |
| 07 | Liamoo            | Last Breath       | 1 051 127 | 100 136  | 1 151 263 | 2.       | Továbbjutott |

### Harmadik elődöntő
A harmadik elődöntőt február 17-én rendezte az SVT hét előadó részvételével Malmőben, a Malmö Arenaban.
| #  | Előadó                       | Dal              | Szavazat | Szavazat | Szavazat | Helyezés | Eredmény     |
| #  | Előadó                       | Dal              | 1. kör   | 2. kör   | Összesen | Helyezés | Eredmény     |
| -- | ---------------------------- | ---------------- | -------- | -------- | -------- | -------- | ------------ |
| 01 | Martin Almgren               | A Bitter Lullaby | 850 684  | 93 848   | 944 532  | 1.       | Továbbjutott |
| 02 | Barbi Escobar                | Stark            | 426 768  | —        | 426 768  | 7.       | Kiesett      |
| 03 | Moncho                       | Cuba Libre       | 569 210  | 46 859   | 616 069  | 4.       | Továbbjutott |
| 04 | Jessica Andersson            | Party Voice      | 788 787  | 102 041  | 890 828  | 2.       | Továbbjutott |
| 05 | Kalle Moraeus & Orsa Spelmän | Min dröm         | 537 891  | 58 589   | 596 480  | 5.       | Kiesett      |
| 06 | Dotter                       | Cry              | 511 718  | —        | 511 718  | 6.       | Kiesett      |
| 07 | Mendez                       | Everyday         | 701 557  | 91 553   | 793 110  | 3.       | Továbbjutott |

### Negyedik elődöntő
A negyedik elődöntőt február 24-én rendezte az SVT hét előadó részvételével Örnsköldsvikben, a Fjällräven Centerben.
| #  | Előadó            | Dal              | Szavazat | Szavazat | Szavazat | Helyezés | Eredmény     |
| #  | Előadó            | Dal              | 1. kör   | 2. kör   | Összesen | Helyezés | Eredmény     |
| -- | ----------------- | ---------------- | -------- | -------- | -------- | -------- | ------------ |
| 01 | Emmi Christensson | Icarus           | 541 494  | —        | 541 494  | 6.       | Kiesett      |
| 02 | Elias Abbas       | Mitt paradis     | 605 644  | 39 845   | 645 489  | 5.       | Kiesett      |
| 03 | Felicia Olsson    | Break That Chain | 536 504  | —        | 536 504  | 7.       | Kiesett      |
| 04 | Rolandz           | Fuldans          | 737 996  | 80 005   | 818 001  | 2.       | Továbbjutott |
| 05 | Olivia Eliasson   | Never Learn      | 601 932  | 46 425   | 648 357  | 4.       | Továbbjutott |
| 06 | Felix Sandman     | Every Single Day | 693 167  | 70 118   | 763 285  | 3.       | Továbbjutott |
| 07 | Mariette          | For You          | 816 976  | 84 609   | 901 585  | 1.       | Továbbjutott |

### Második esély forduló
A második esély fordulót március 3-án rendezte az SVT nyolc előadó részvételével Kristianstadban, a Kristianstad Arenaban.
| Párbaj | Előadó          | Dal              | Szavazat | Eredmény     |
| ------ | --------------- | ---------------- | -------- | ------------ |
| 1      | Margaret        | In My Cabana     | 877 351  | Továbbjutott |
| 1      | Moncho          | Cuba Libre       | 602 941  | Kiesett      |
| 2      | Renaida         | All the Feels    | 884 188  | Továbbjutott |
| 2      | Olivia Eliasson | Never Learn      | 682 801  | Kiesett      |
| 3      | Felix Sandman   | Every Single Day | 868 152  | Továbbjutott |
| 3      | Mimi Werner     | Songburning      | 593 305  | Kiesett      |
| 4      | Sigrid Bernson  | Patrick Swayze   | 741 226  | Kiesett      |
| 4      | Mendez          | Everyday         | 767 551  | Továbbjutott |

### Döntő
A döntőt március 10-én rendezte az SVT tizenkettő előadó részvételével Stockholmban, a Friends Arenaban. A végeredményt a nézők és a nemzetközi, szakmai zsűrik szavazatai alakították ki. Első körben a zsűrik szavaztak az alábbi módon: az első helyezett 12 pontot kapott, a második 10-et, a harmadik 8-at, a negyedik 7-et, az ötödik 6-ot, a hatodik 5-öt, a hetedik 4-et, a nyolcadik 3-at, a kilencedik 2-t, a tizedik 1 pontot. Ehhez adódtak hozzá a közönségszavazás pontjai százalékos arányban, és így alakult ki a végső sorrend.
| #  | Előadó            | Dal              | Szavazás       | Szavazás       | Szavazás | Helyezés |
| #  | Előadó            | Dal              | Zsűri pontszám | Nézői pontszám | Összesen | Helyezés |
| -- | ----------------- | ---------------- | -------------- | -------------- | -------- | -------- |
| 01 | Mendez            | Everyday         | 2              | 62             | 64       | 12.      |
| 02 | Renaida           | All the Feels    | 30             | 51             | 81       | 9.       |
| 03 | Martin Almgren    | A Bitter Lullaby | 43             | 41             | 84       | 8.       |
| 04 | John Lundvik      | My Turn          | 66             | 62             | 128      | 3.       |
| 05 | Jessica Andersson | Party Voice      | 33             | 37             | 70       | 11.      |
| 06 | Liamoo            | Last Breath      | 52             | 53             | 105      | 6.       |
| 07 | Samir & Viktor    | Shuffla          | 54             | 60             | 114      | 4.       |
| 08 | Mariette          | For You          | 64             | 49             | 113      | 5.       |
| 09 | Felix Sandman     | Every Single Day | 94             | 64             | 158      | 2.       |
| 10 | Margaret          | In My Cabana     | 62             | 41             | 103      | 7.       |
| 11 | Benjamin Ingrosso | Dance You Off    | 114            | 67             | 181      | 1.       |
| 12 | Rolandz           | Fuldans          | 24             | 51             | 75       | 10.      |

#### Ponttáblázat
| Dal                               | Zsűri         | Zsűri   | Zsűri  | Zsűri       | Zsűri  | Zsűri      | Zsűri  | Zsűri              | Zsűri        | Zsűri         | Zsűri      | Zsűri | Nézők     | Nézők | Nézők | Σ   |
| Dal                               | Lengyelország | Albánia | Izland | Olaszország | Ciprus | Ausztrália | Grúzia | Egyesült Királyság | Örményország | Franciaország | Portugália | Össz. | Szavazat  | %     | Össz. | Σ   |
| --------------------------------- | ------------- | ------- | ------ | ----------- | ------ | ---------- | ------ | ------------------ | ------------ | ------------- | ---------- | ----- | --------- | ----- | ----- | --- |
| Everyday (Mendez)                 |               |         |        |             |        | 1          |        |                    |              | 1             |            | 2     | 1 351 896 | 9,7%  | 62    | 64  |
| All the Feels (Renaida)           | 3             |         |        |             | 2      | 6          |        |                    | 8            | 8             | 3          | 30    | 1 116 740 | 8,0%  | 51    | 81  |
| A Bitter Lullaby (Martin Almgren) | 2             | 8       | 3      | 2           |        | 7          | 6      | 6                  | 1            | 6             | 2          | 43    | 899 049   | 6,4%  | 41    | 84  |
| My Turn (John Lundvik)            | 7             | 3       | 8      | 6           | 4      | 8          | 10     | 10                 | 5            | 4             | 1          | 66    | 1 349 766 | 9,6%  | 62    | 128 |
| Party Voice (Jessica Andersson)   | 1             | 5       | 1      | 7           | 3      | 3          | 4      | 3                  |              |               | 6          | 33    | 809 292   | 5,8%  | 37    | 70  |
| Last Breath (Liamoo)              | 8             | 4       | 4      | 1           | 5      | 2          | 2      | 5                  | 7            | 7             | 7          | 52    | 1 171 247 | 8,4%  | 53    | 105 |
| Shuffla (Samir & Viktor)          | 5             | 6       | 5      | 10          | 6      |            | 1      | 12                 | 4            |               | 5          | 54    | 1 314 016 | 9,4%  | 60    | 114 |
| For You (Mariette)                | 4             | 7       | 6      | 5           | 8      | 5          | 7      | 2                  | 10           | 2             | 8          | 64    | 1 080 546 | 7,7%  | 49    | 113 |
| Every Single Day (Felix Sandman)  | 6             | 1       | 12     | 8           | 10     | 10         | 12     | 7                  | 6            | 12            | 10         | 94    | 1 401 767 | 10,0% | 64    | 158 |
| In My Cabana (Margaret)           | 12            | 10      | 7      | 3           | 7      |            | 5      | 8                  | 3            | 3             | 4          | 62    | 904 893   | 6,5%  | 41    | 103 |
| Dance You Off (Benjamin Ingrosso) | 10            | 12      | 10     | 12          | 12     | 12         | 8      | 4                  | 12           | 10            | 12         | 114   | 1 469 808 | 10,5% | 67    | 181 |
| Fuldans (Rolandz)                 |               | 2       | 2      | 4           | 1      | 4          | 3      | 1                  | 2            | 5             |            | 24    | 1 124 955 | 8,0%  | 51    | 75  |

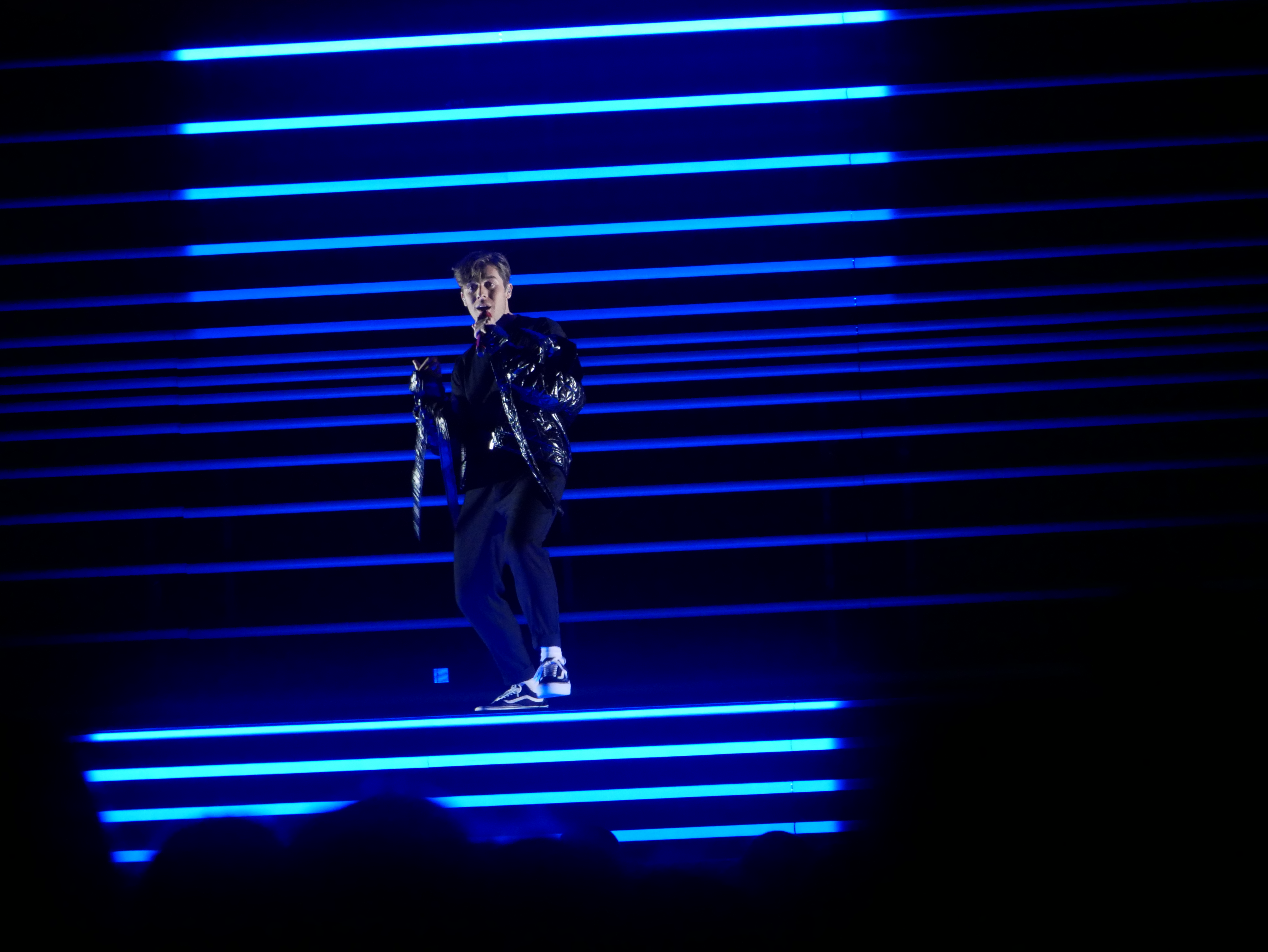
Benjamin Ingrosso, a verseny győztese

A sorok a fellépés sorrendjében vannak rendezve. A zászlós oszlopokban az adott zsűritől kapott pontszám található meg.
Pontbejelentők
1. Lengyelország – Mateusz Grzesinski
2. Albánia – Kleart Duraj
3. Izland – Felix Bergsson
4. Olaszország – Nicola Caligiore
5. Ciprus – Klítosz Klítu
6. Ausztrália – Stephanie Werrett
7. Grúzia – Nodiko Tatisvili
8. Egyesült Királyság – Simon Proctor
9. Örményország – Anush Ter-Ghukasyan
10. Franciaország – Bruno Berberes
11. Portugália – Goncalo Madail

## Nézettség
A hat adást élőben közvetítette az SVT1 és az SVT24, valamint interneten a műsorszolgáltató SVT Play szolgáltatása. Az egyes adások rádión a is követhetők voltak a Sveriges Radio P4 csatornáján. Ezen kívül, a döntőt közvetítette még Norvégiában az NRK3 és Finnországban a Yle Fem.
Az alábbi táblázat csak az SVT1 által főműsoridőben sugárzott adások adatait mutatja.
| Adás                  | Sugárzás          | Nézettség (fő) | Szavazatok (db) | Radiohjälpen-segély (korona) | Forrás |
| --------------------- | ----------------- | -------------- | --------------- | ---------------------------- | ------ |
| Első elődöntő         | 2018. február 3.  | 3 328 000      | 6 617 451       | 452 906                      | [ 8 ]  |
| Második elődöntő      | 2018. február 10. | 2 916 000      | 5 880 237       | 396 252                      | [ 9 ]  |
| Harmadik elődöntő     | 2018. február 17. | 2 830 000      | 4 800 971       | 432 824                      | [ 10 ] |
| Negyedik elődöntő     | 2018. február 24. | 2 858 000      | 4 866 749       | 385 483                      | [ 11 ] |
| Második esély forduló | 2018. március 3.  | 2 579 000      | 6 007 515       | 346 287                      | [ 12 ] |
| Döntő                 | 2018. március 10. | 3 551 000      | 13 993 975      | 1 961 602                    | [ 13 ] |

A hat adás során összesen 42 166 898 érvényes szavazat érkezett és 3 970 226 korona gyűjt össze a Radiohjälpen-nek.

## Galéria

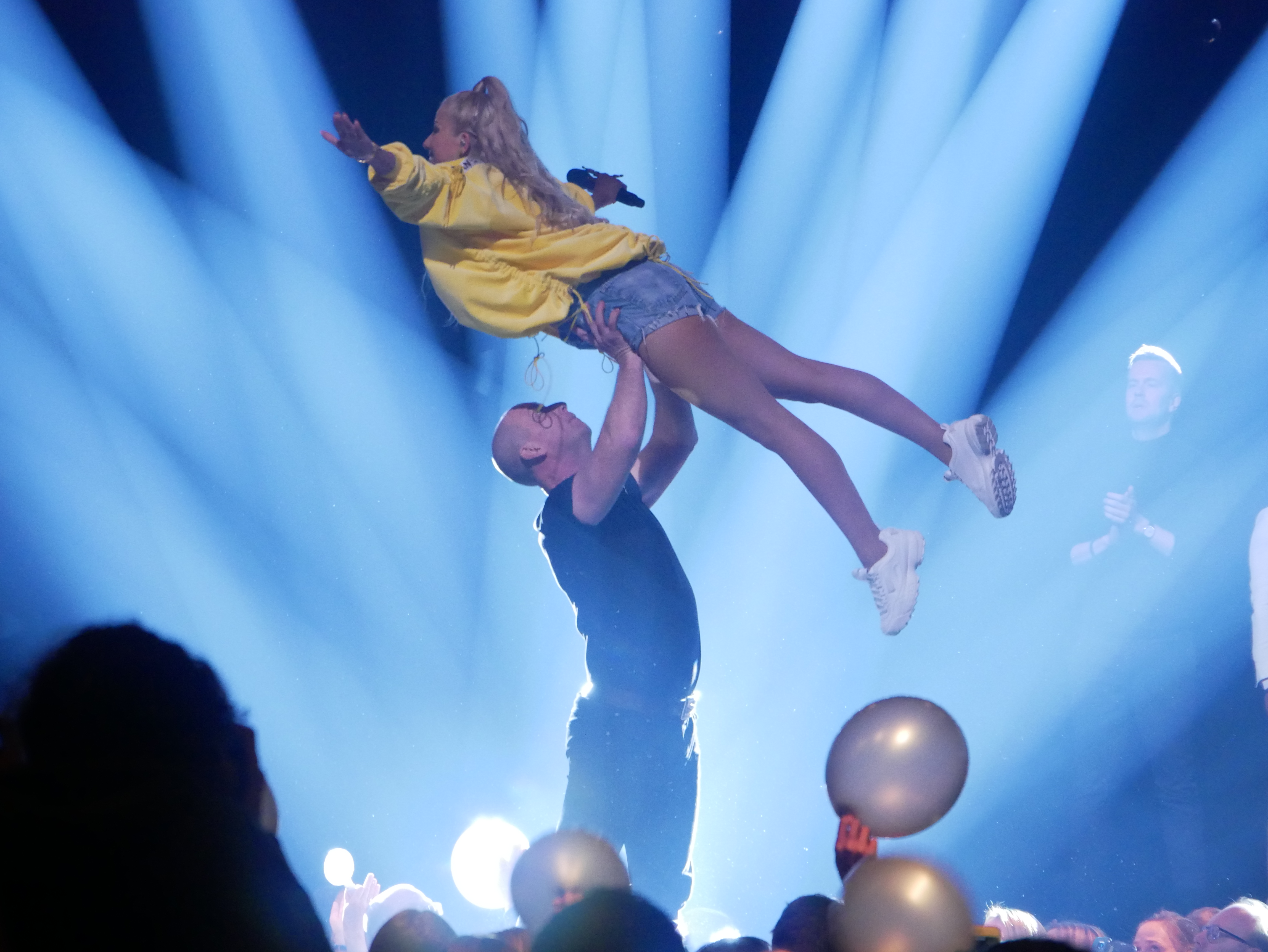
Sigrid Bernson
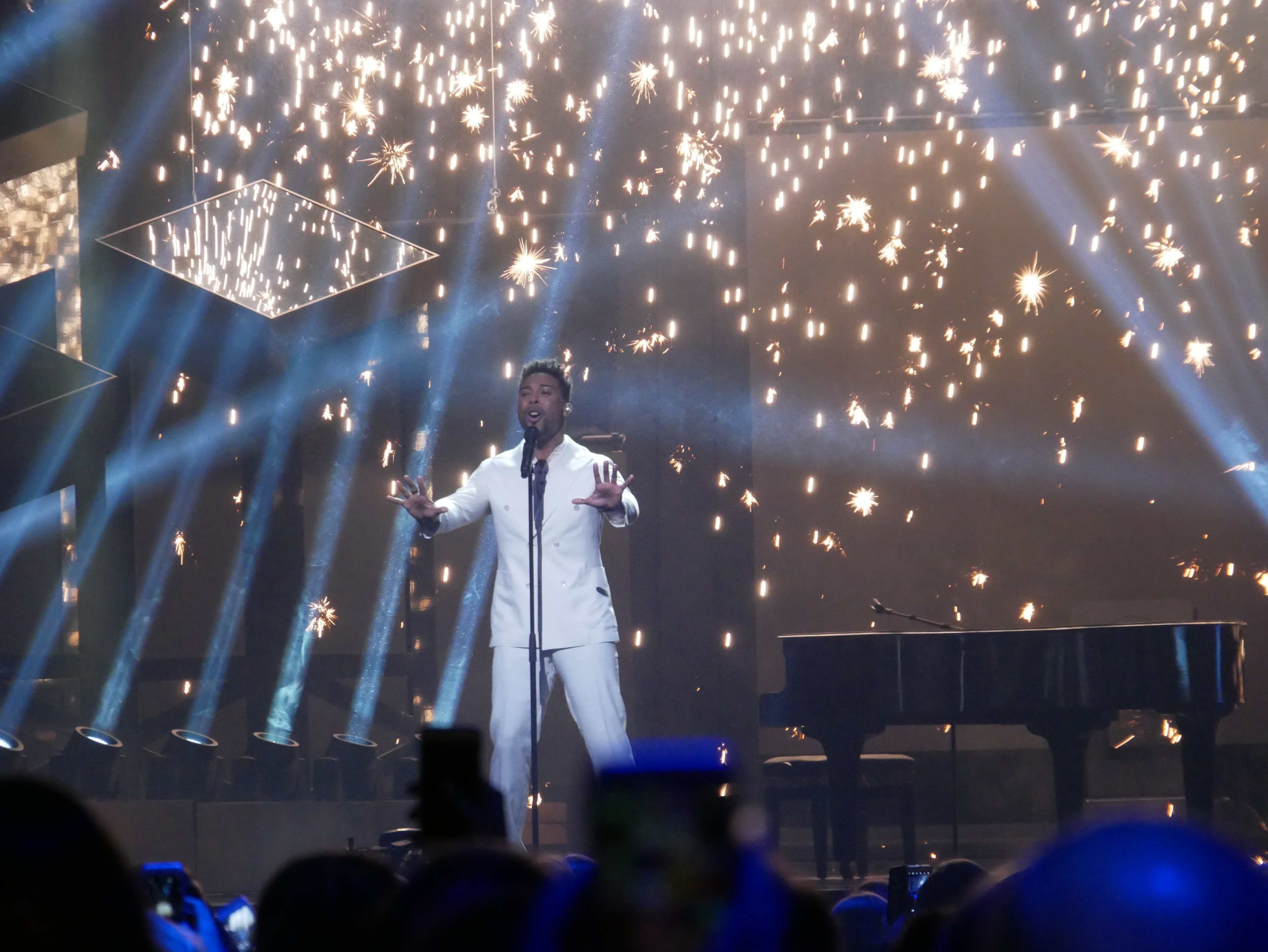
John Lundvik
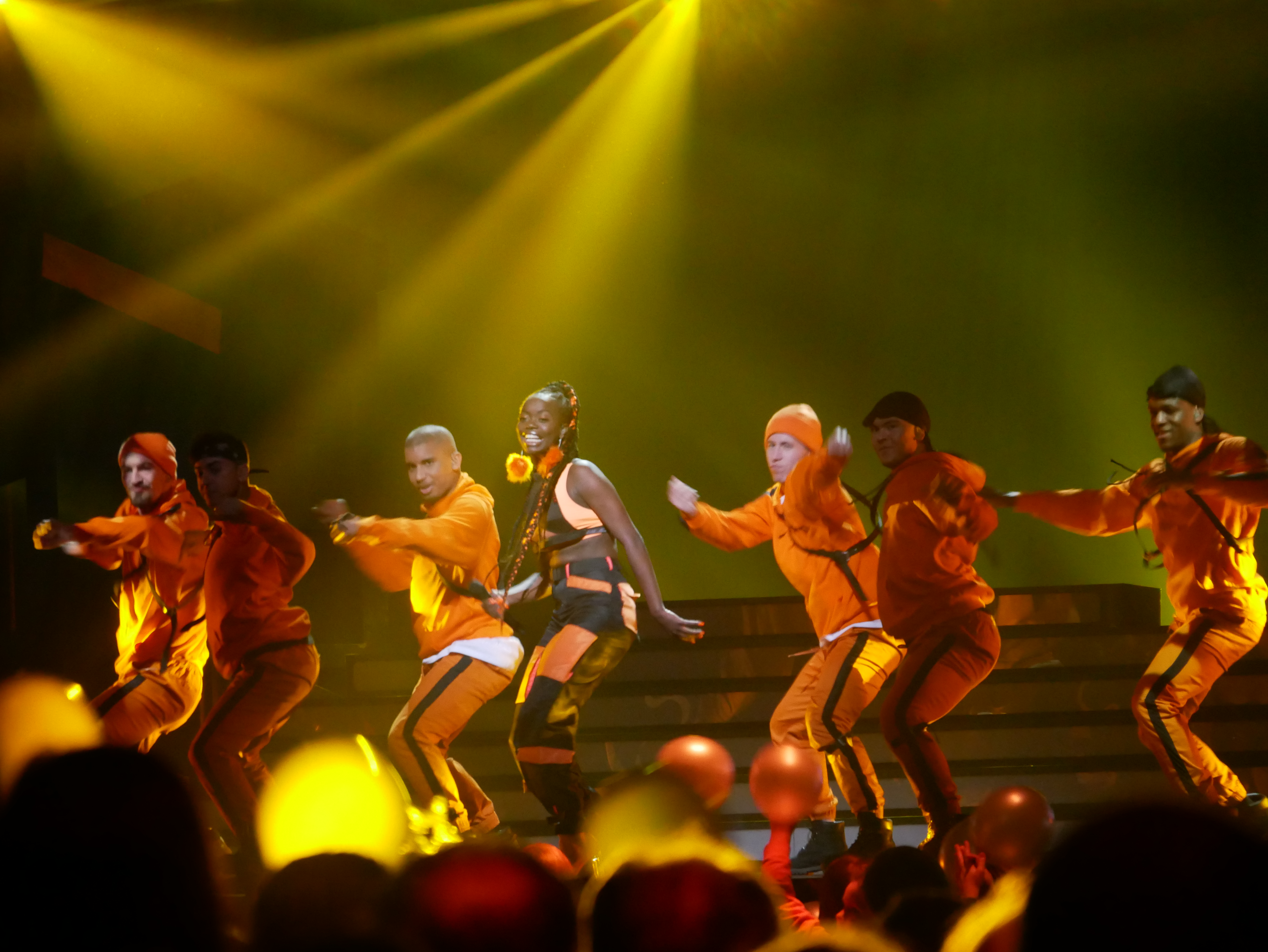
Renaida
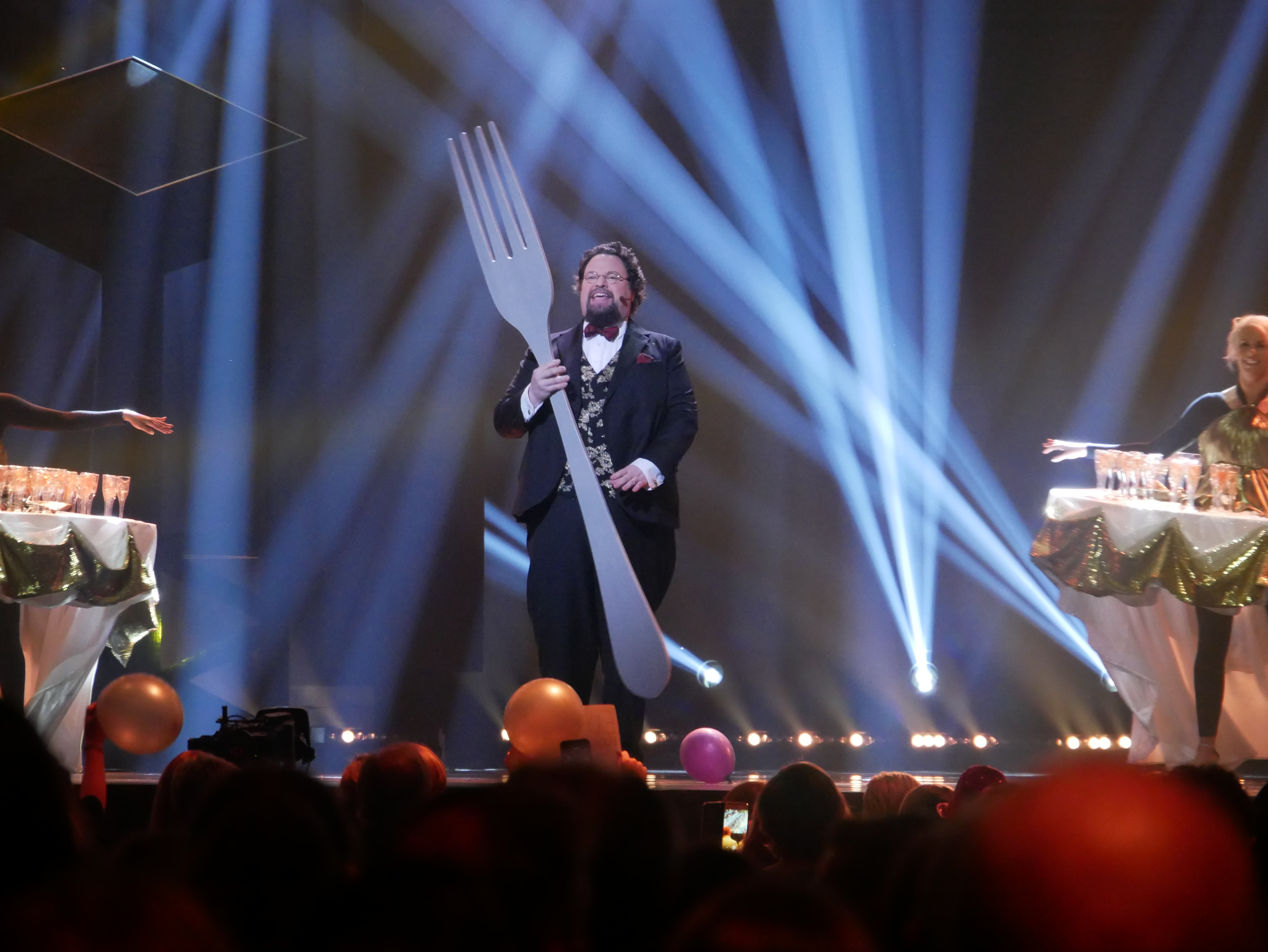
Edward Blom
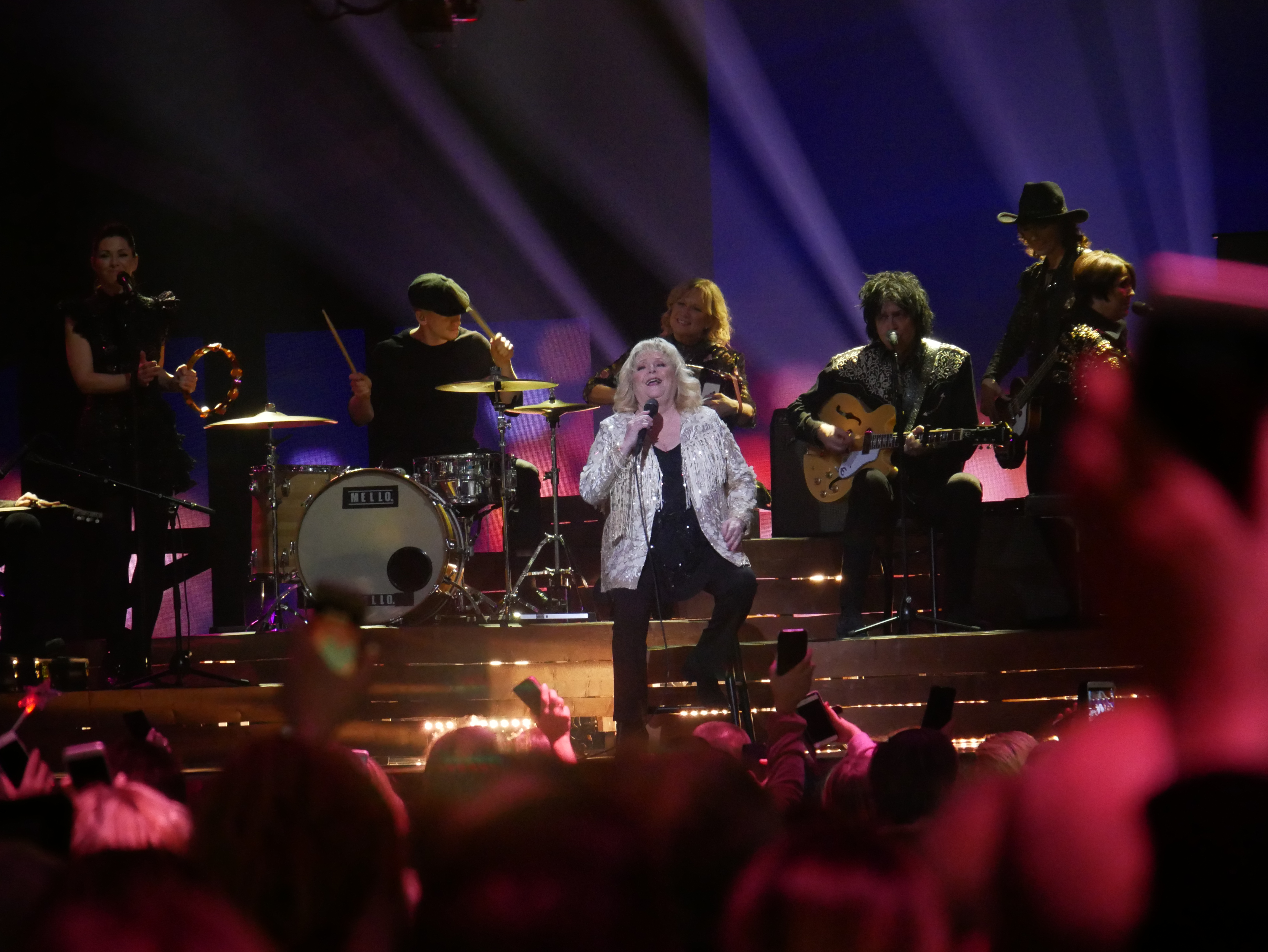
Kikki Danielsson
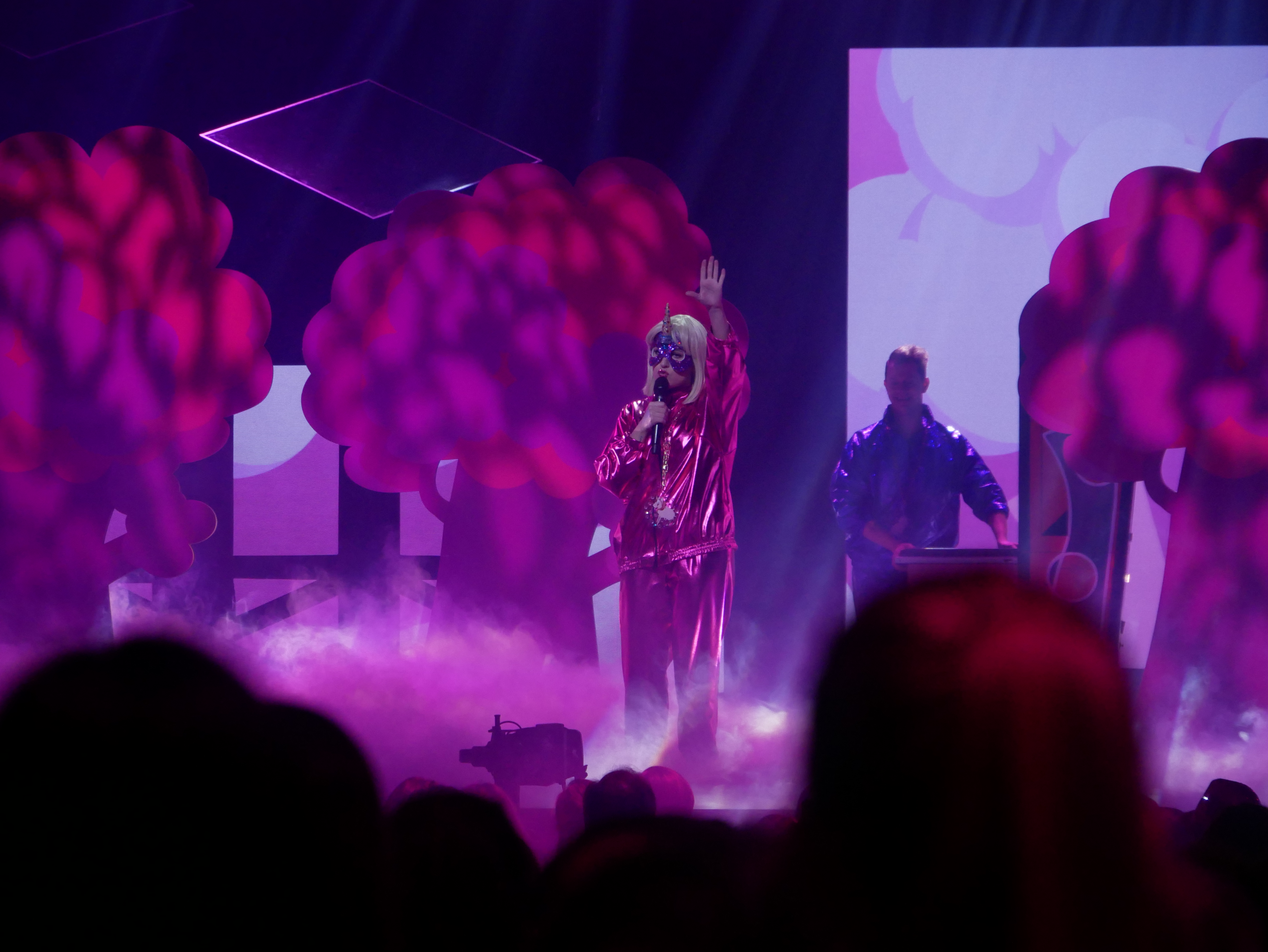
Kamferdrops
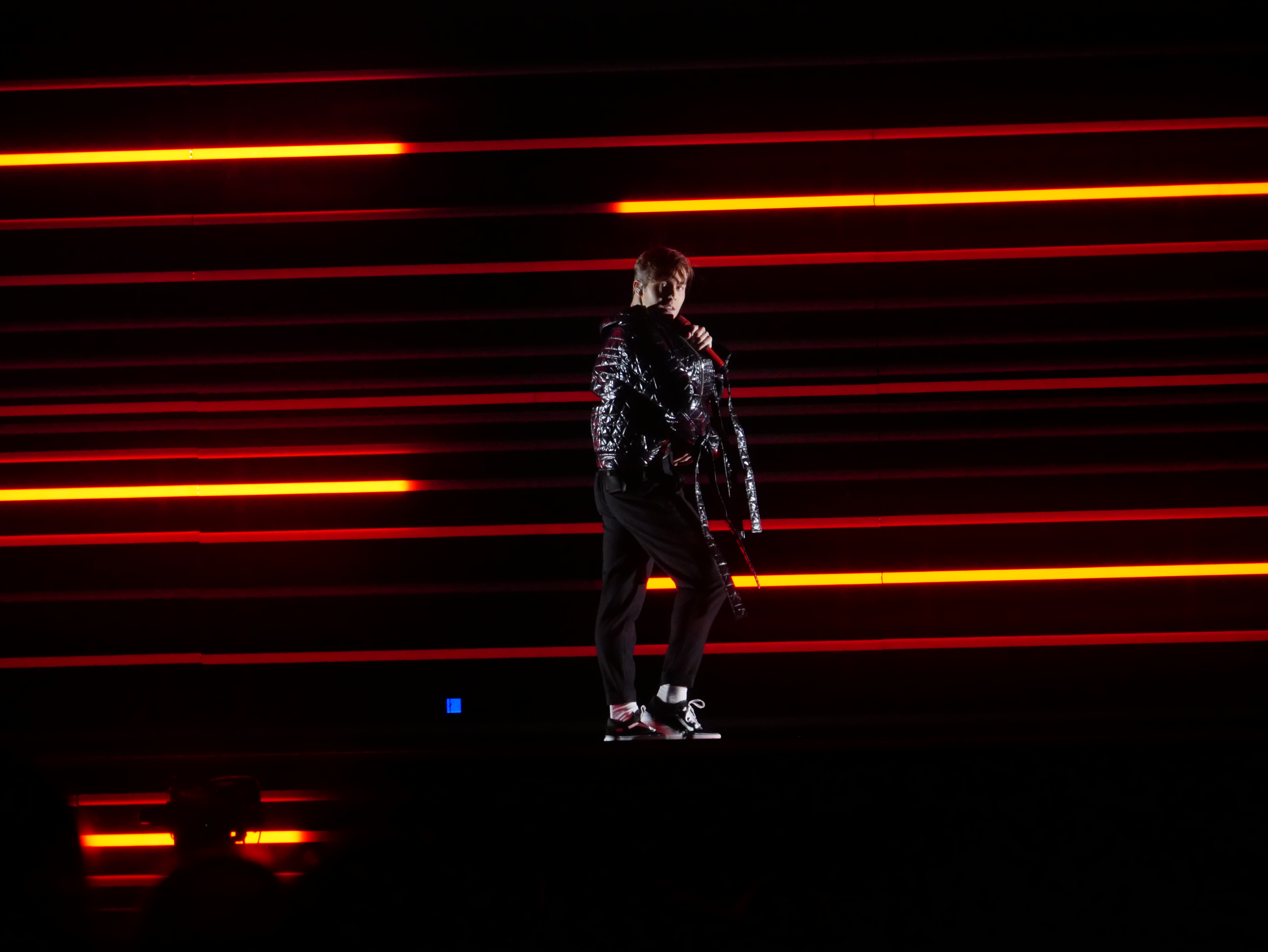
Benjamin Ingrosso
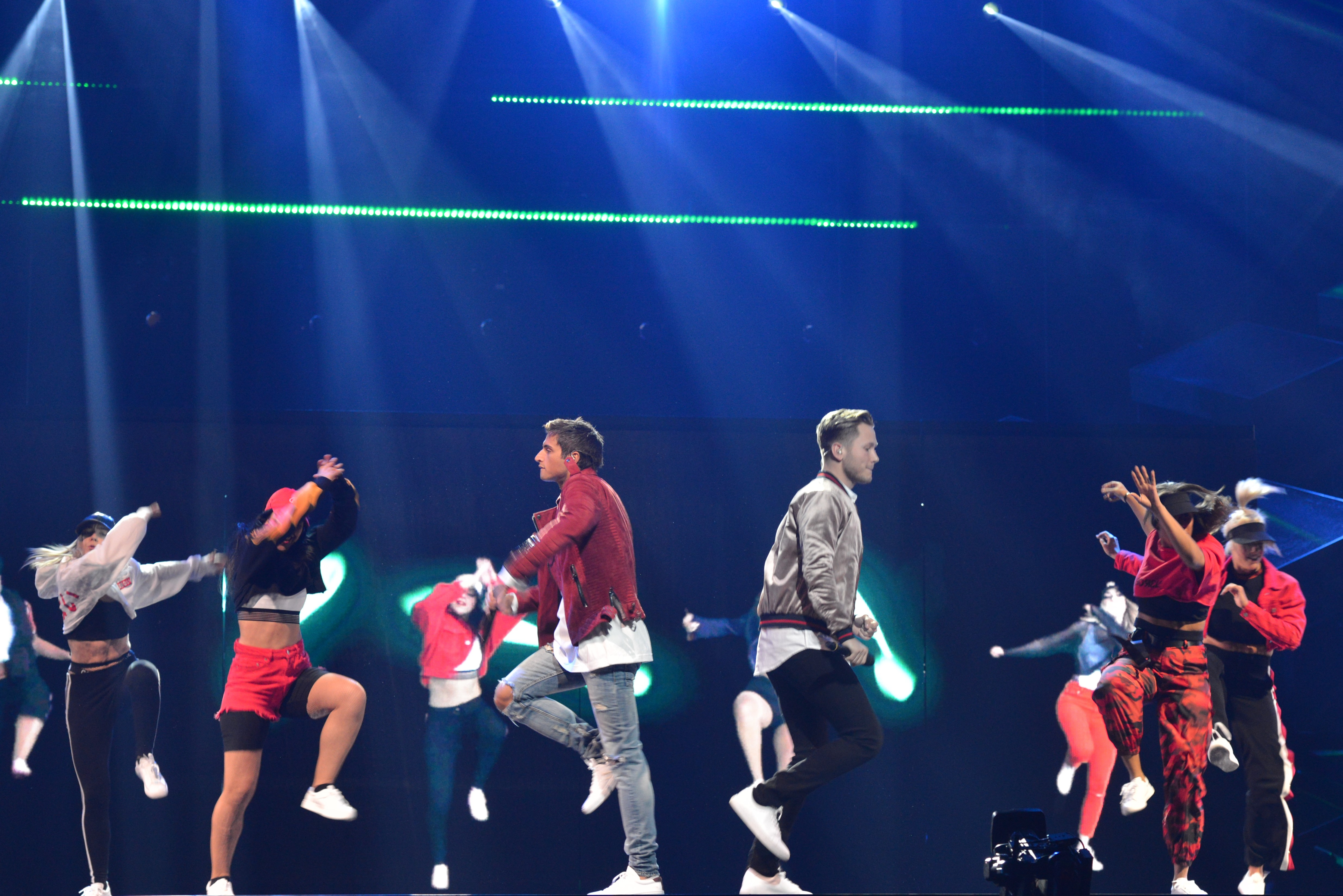
Samir & Viktor
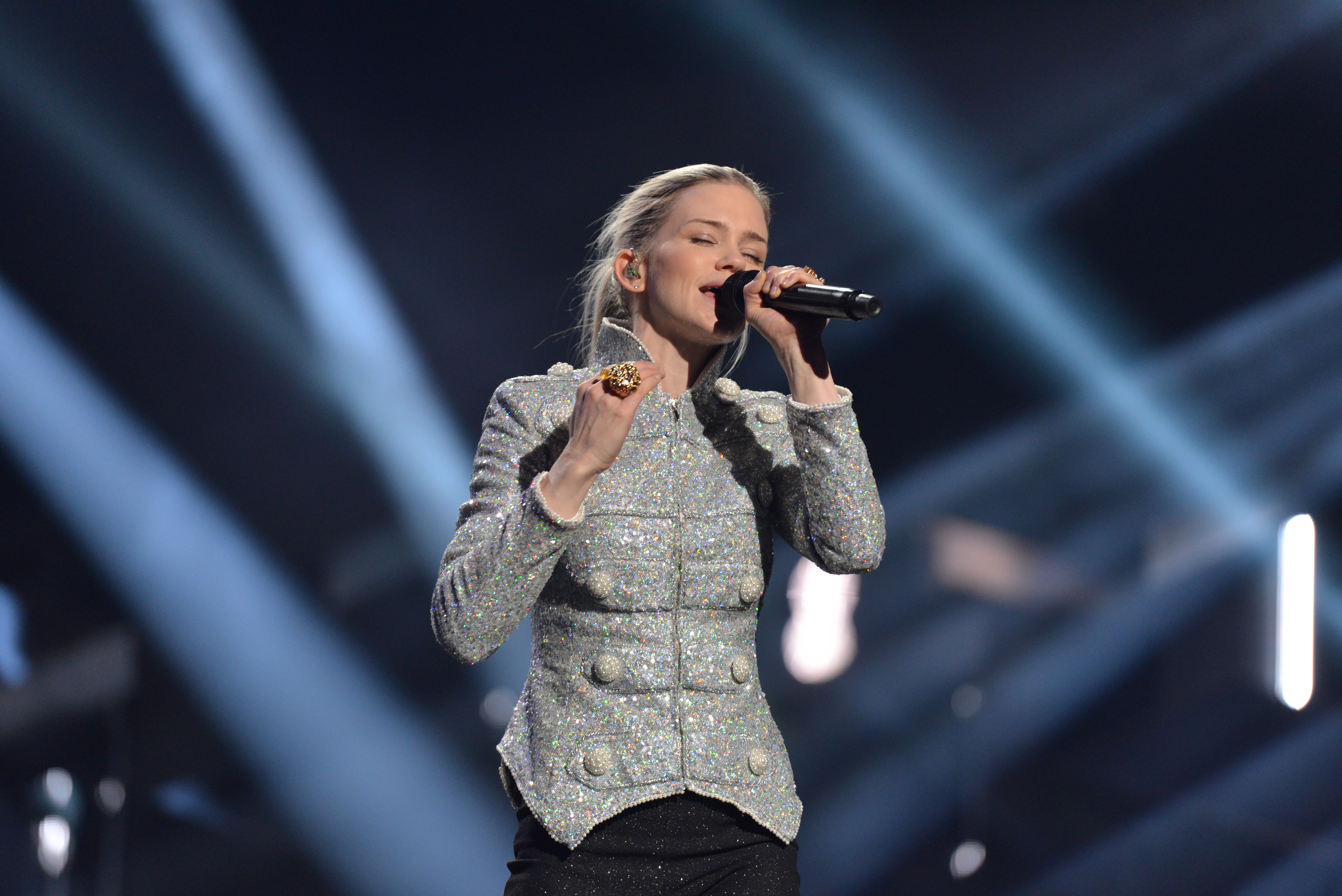
Ida Redig
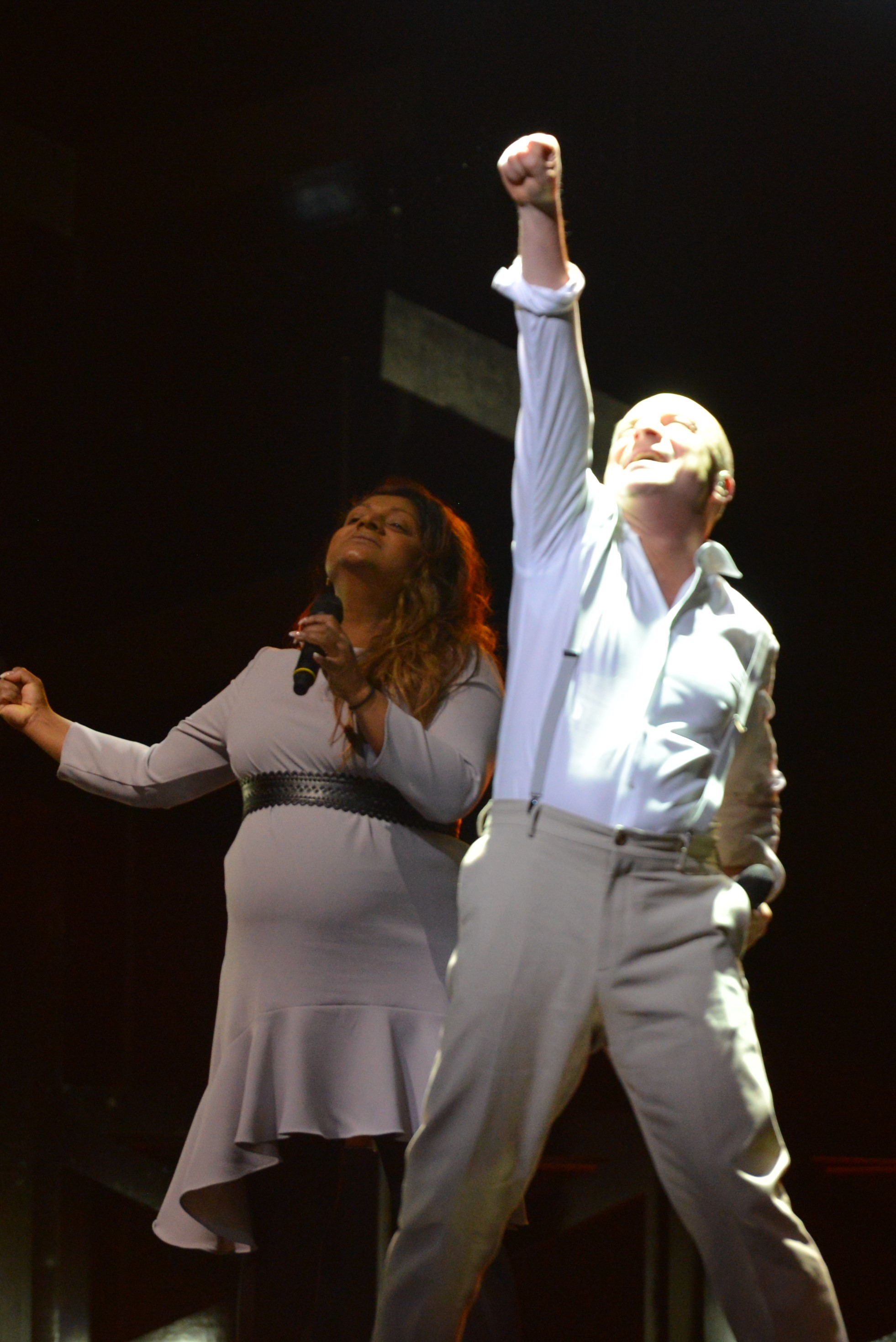
Jonas Gardell
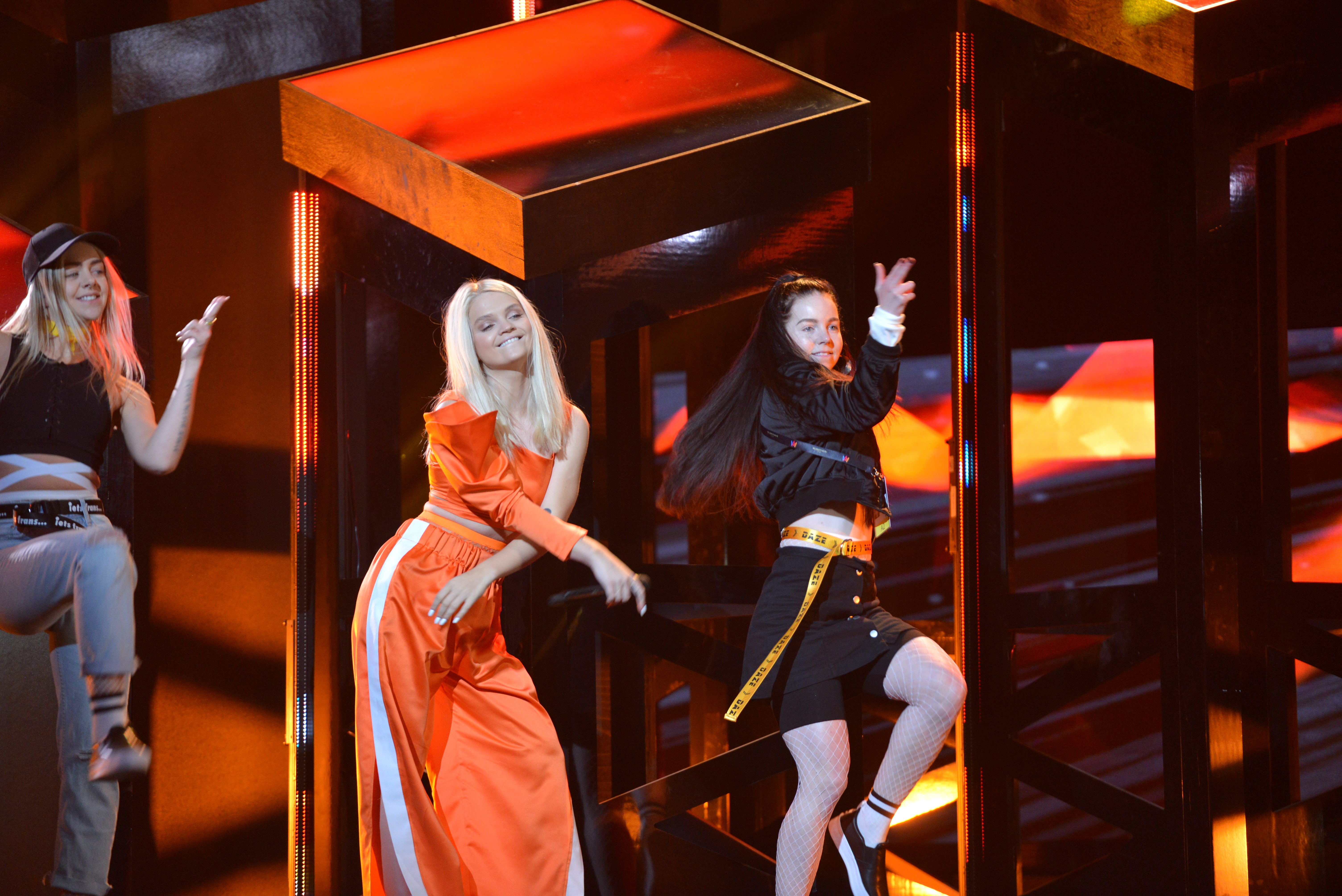
Margaret
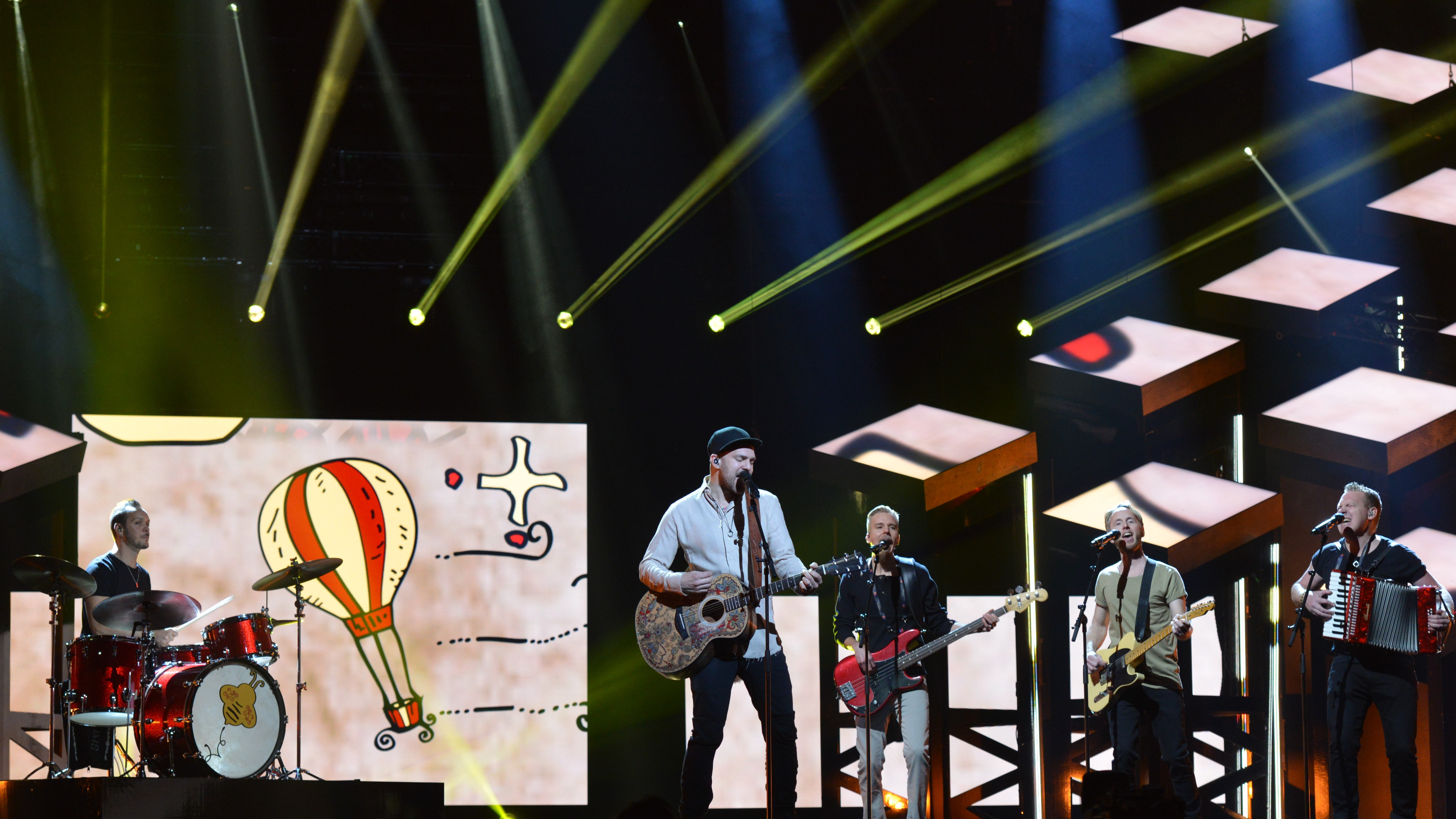
Stiko Per Larsson
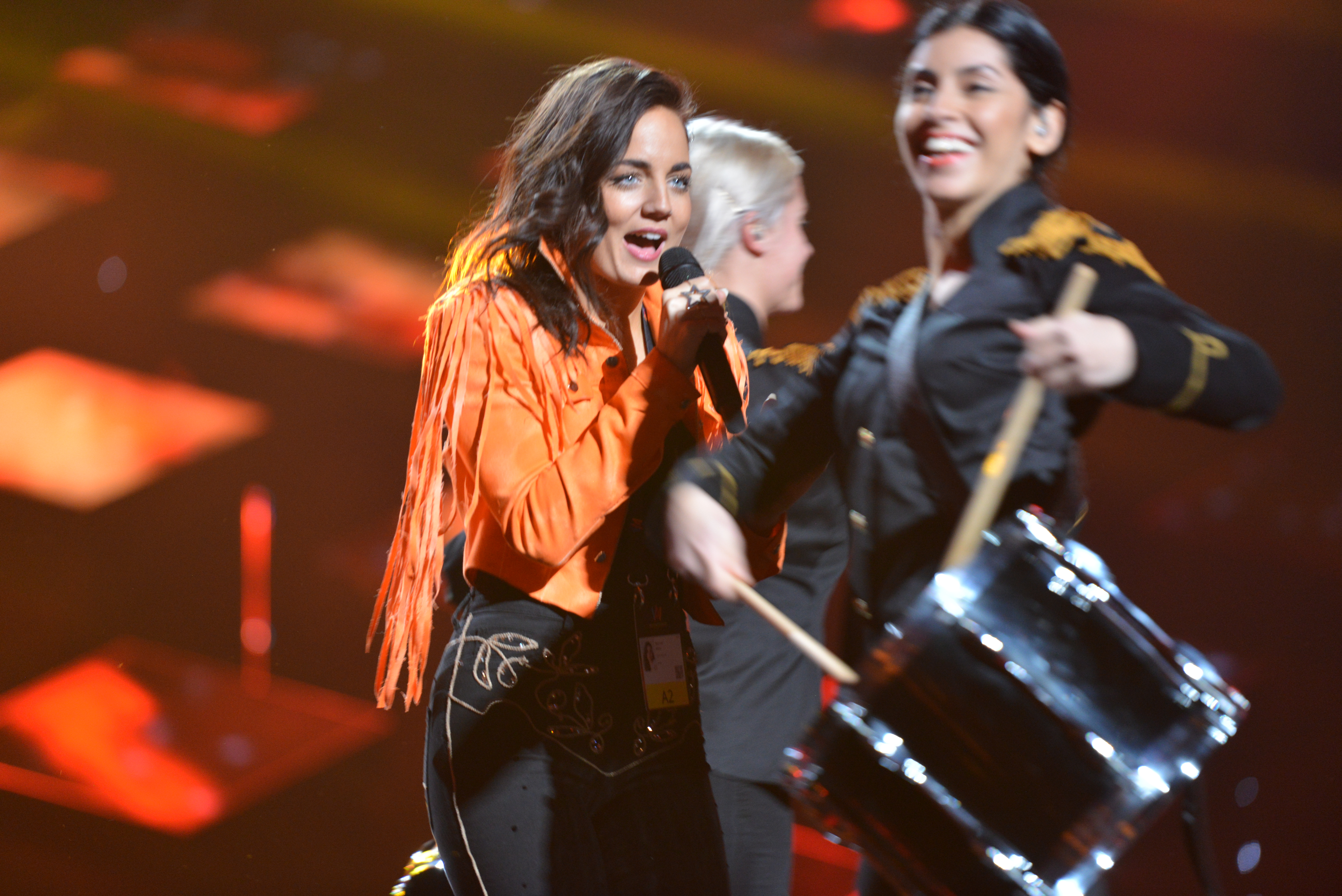
Mimi Werner
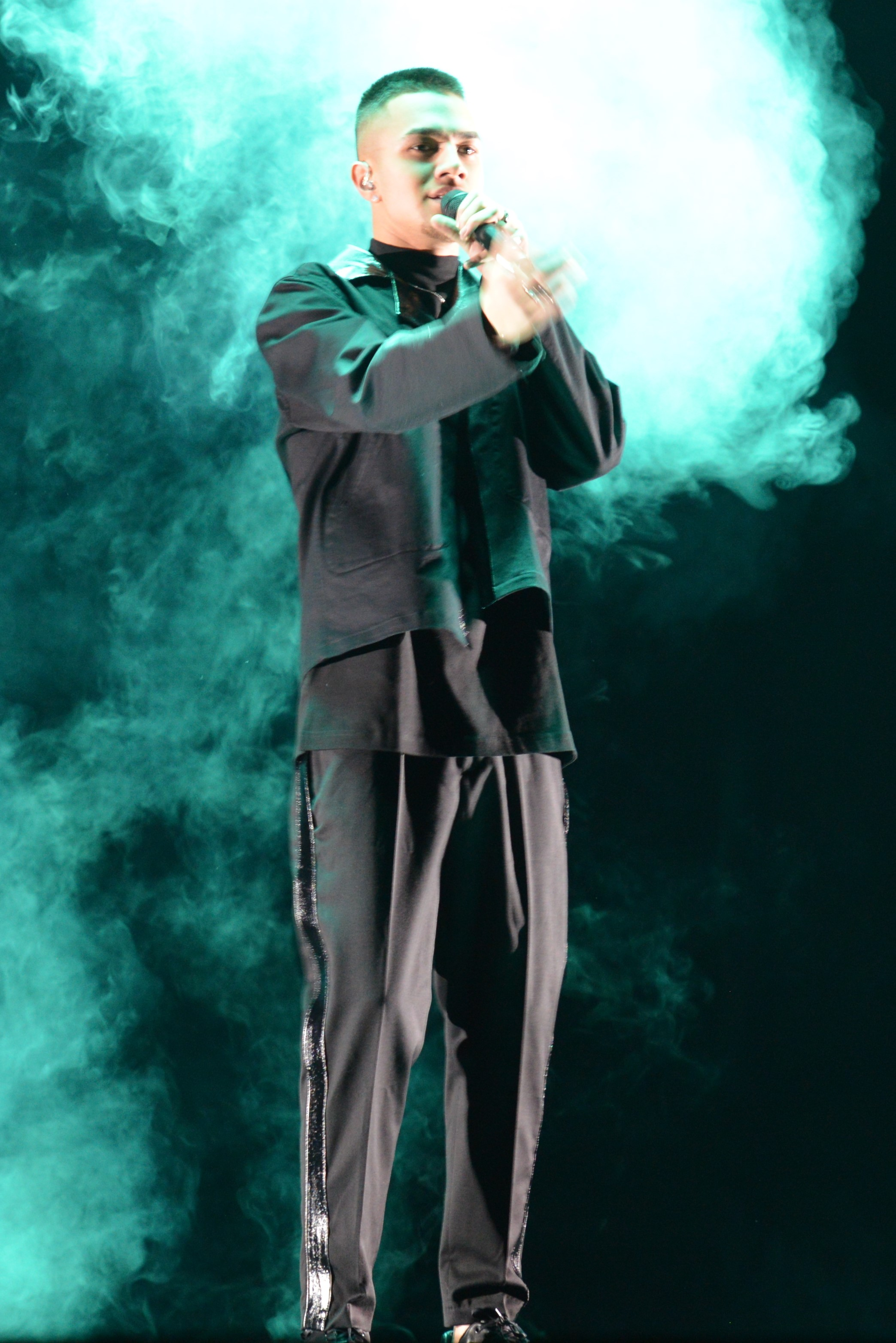
Liamoo
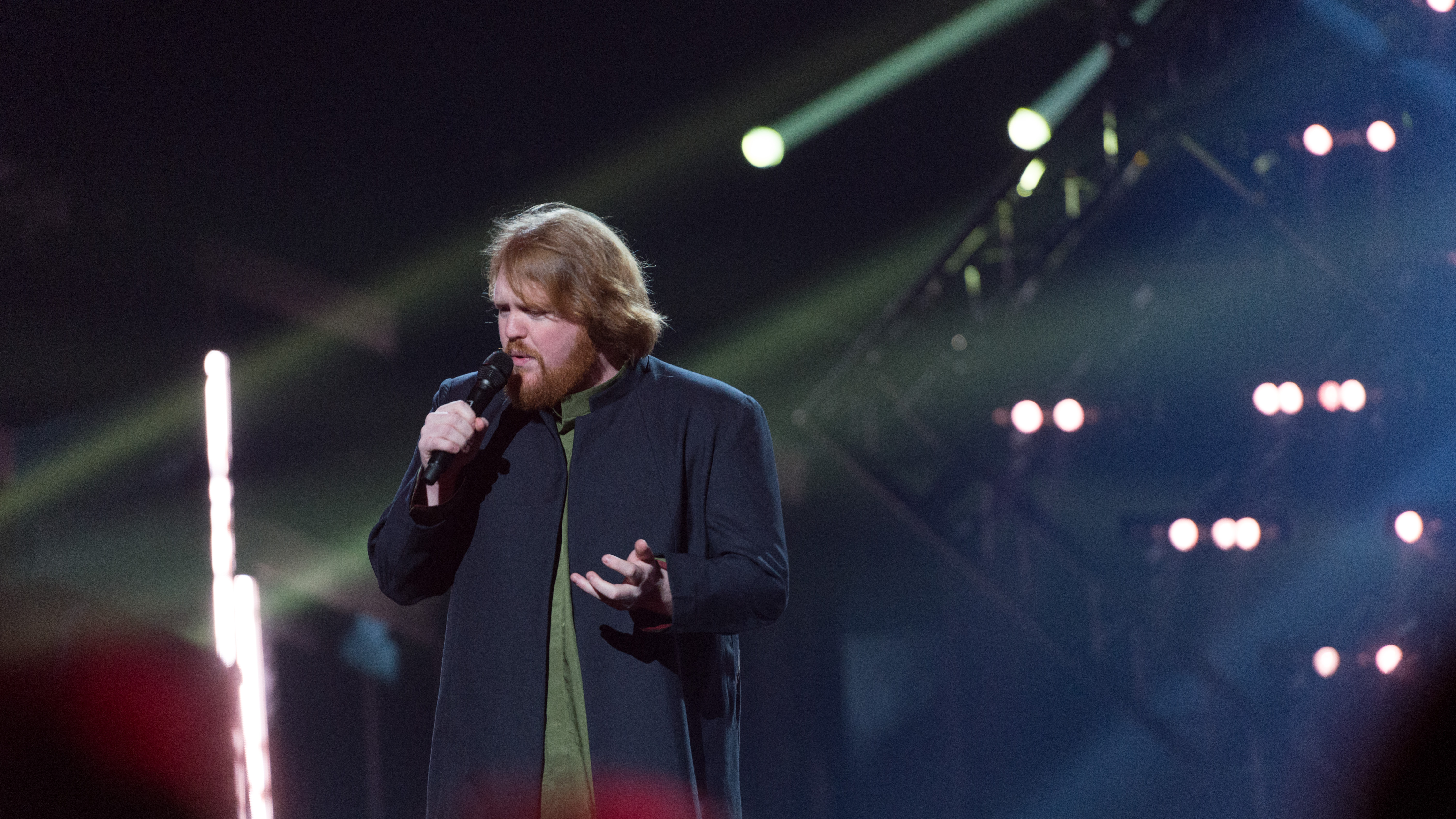
Martin Almgren
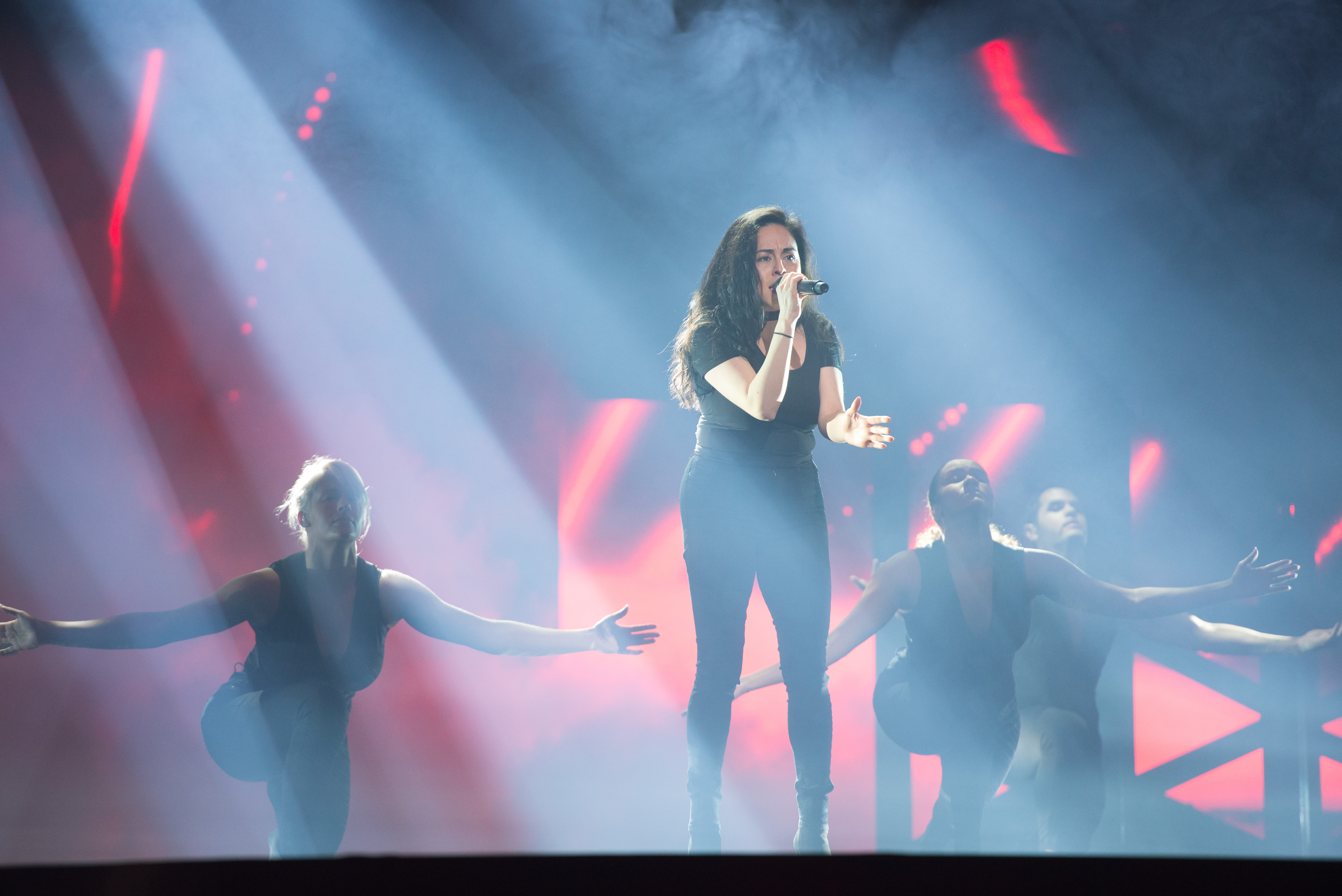
Barbi Escobar
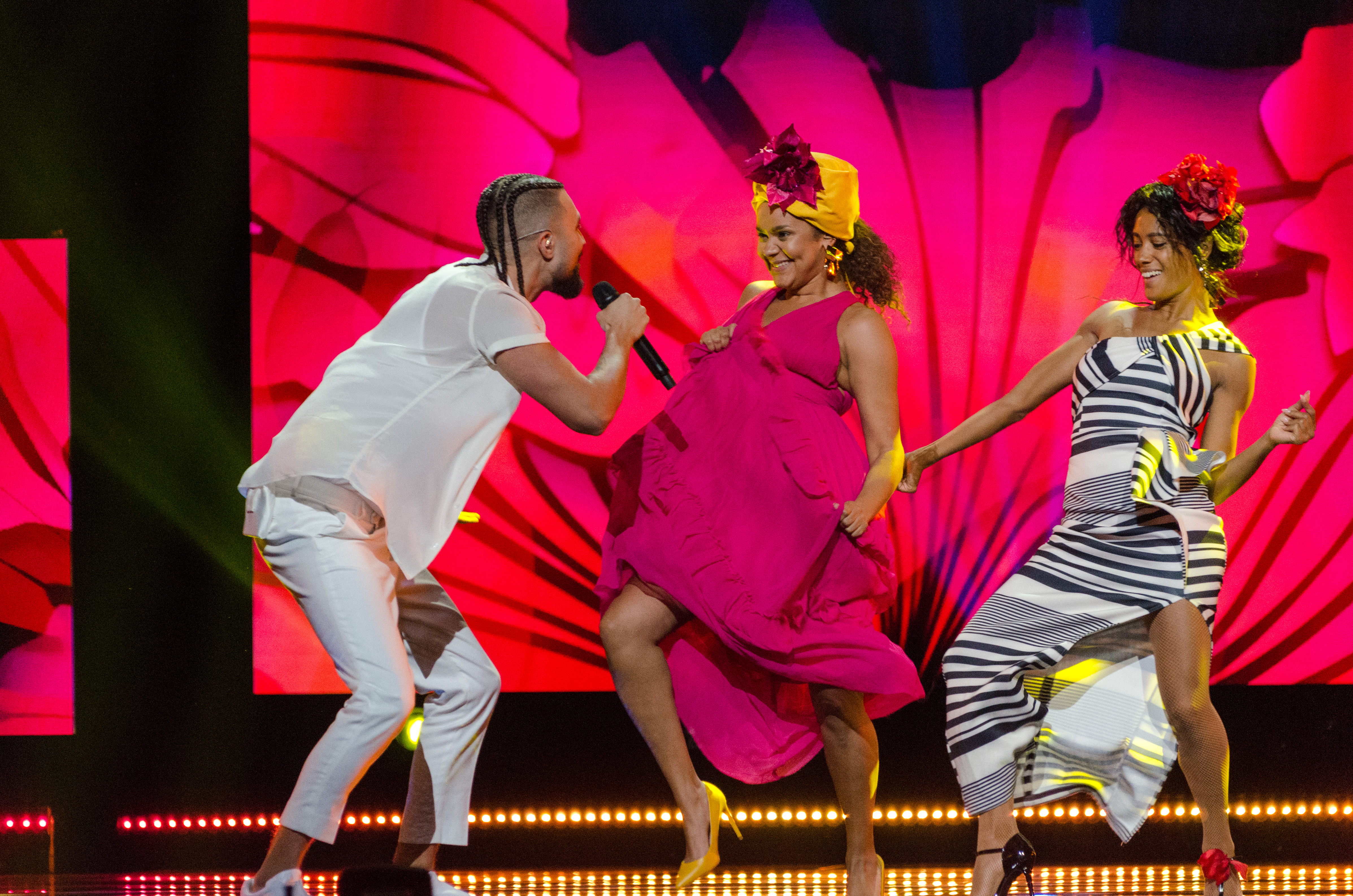
Moncho
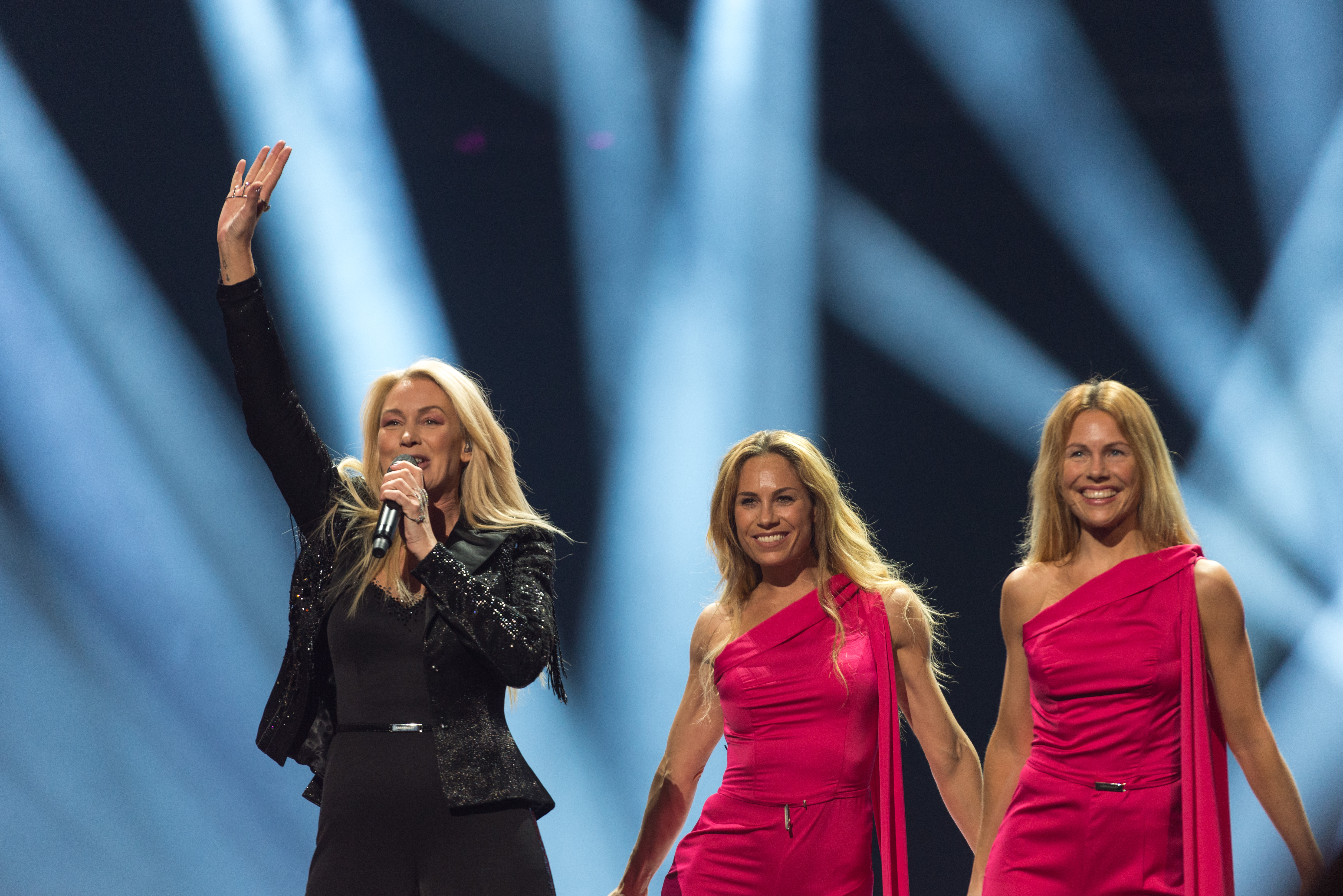
Jessica Andersson
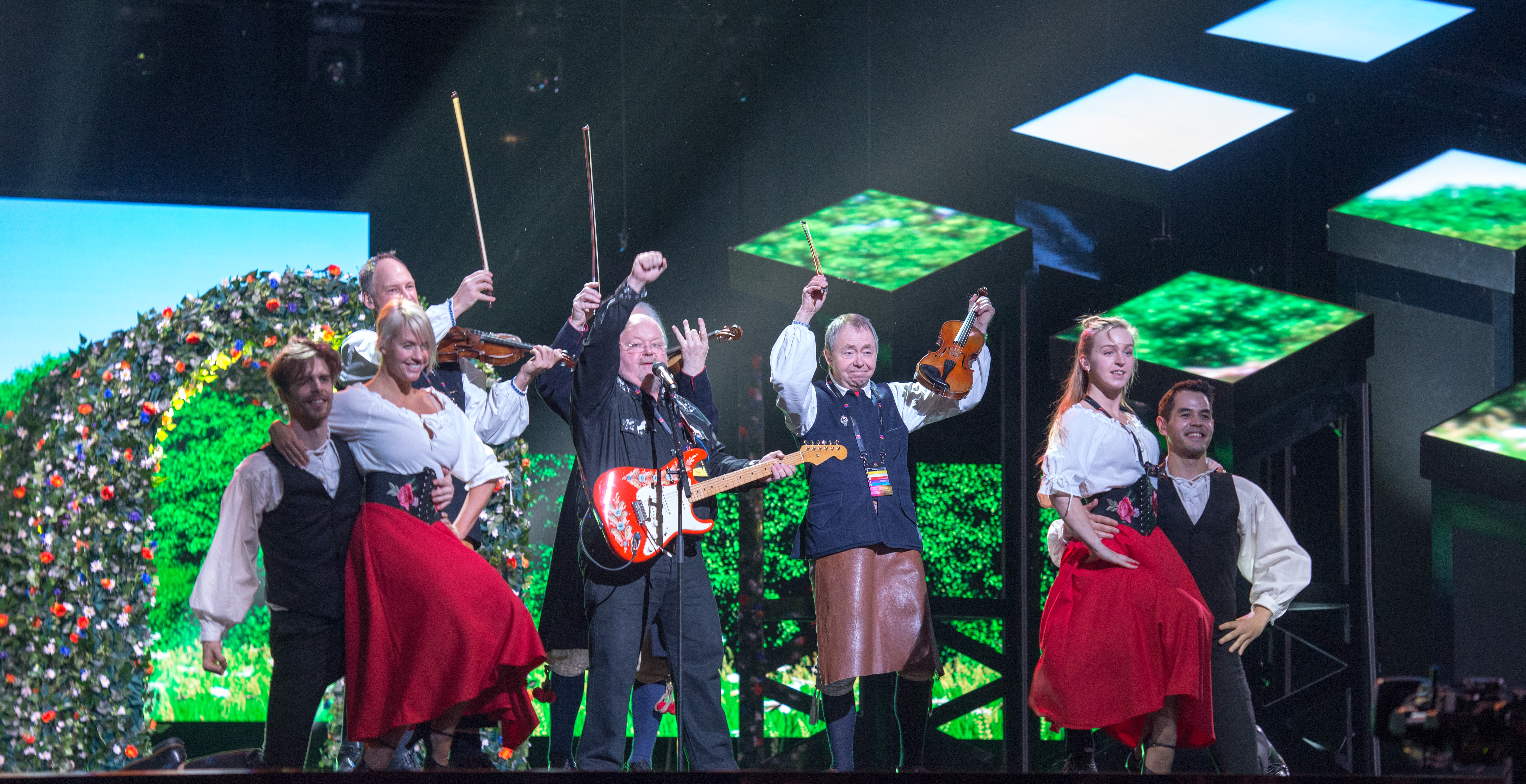
Kalle Moraeus & Orsa Spelmän
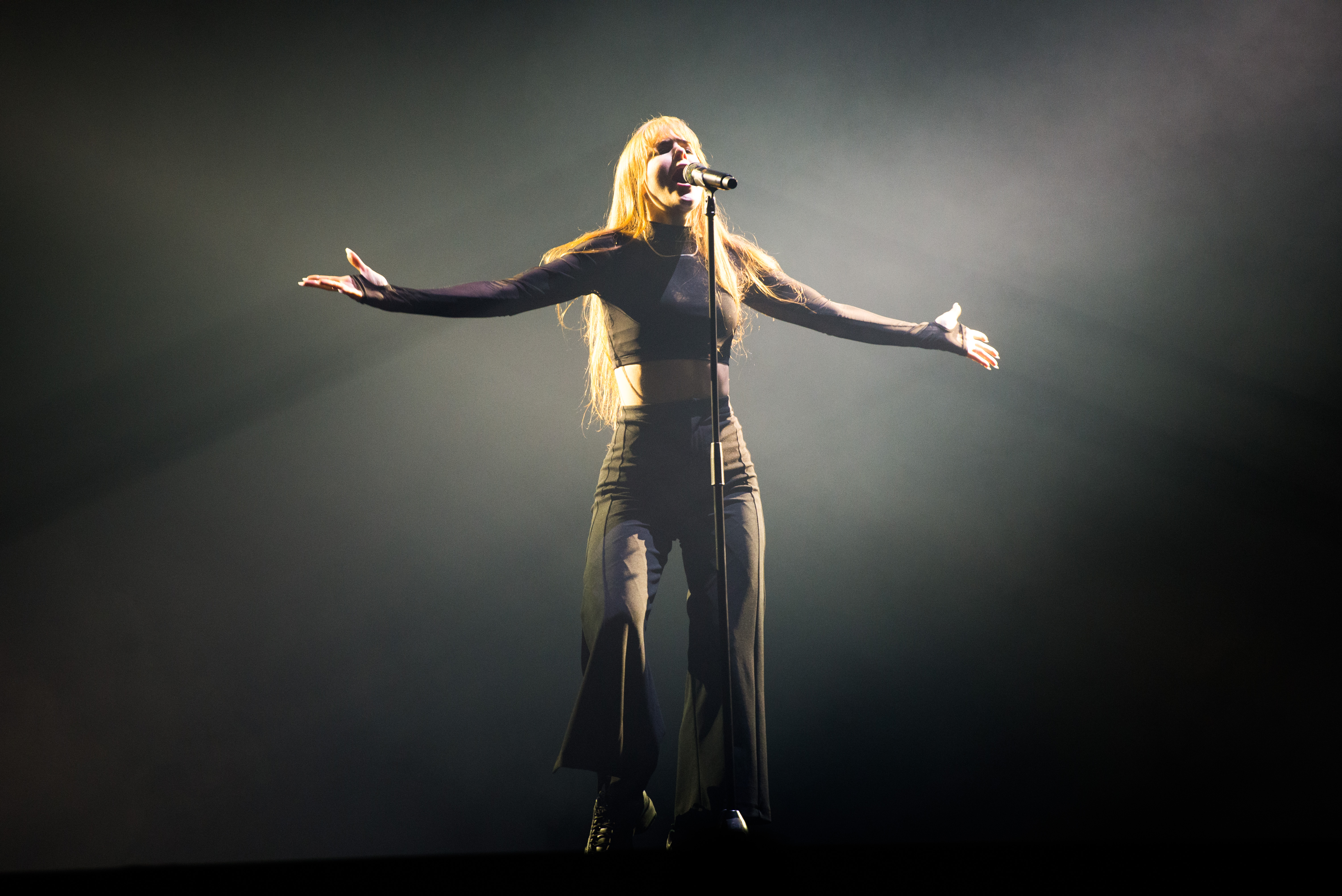
Dotter
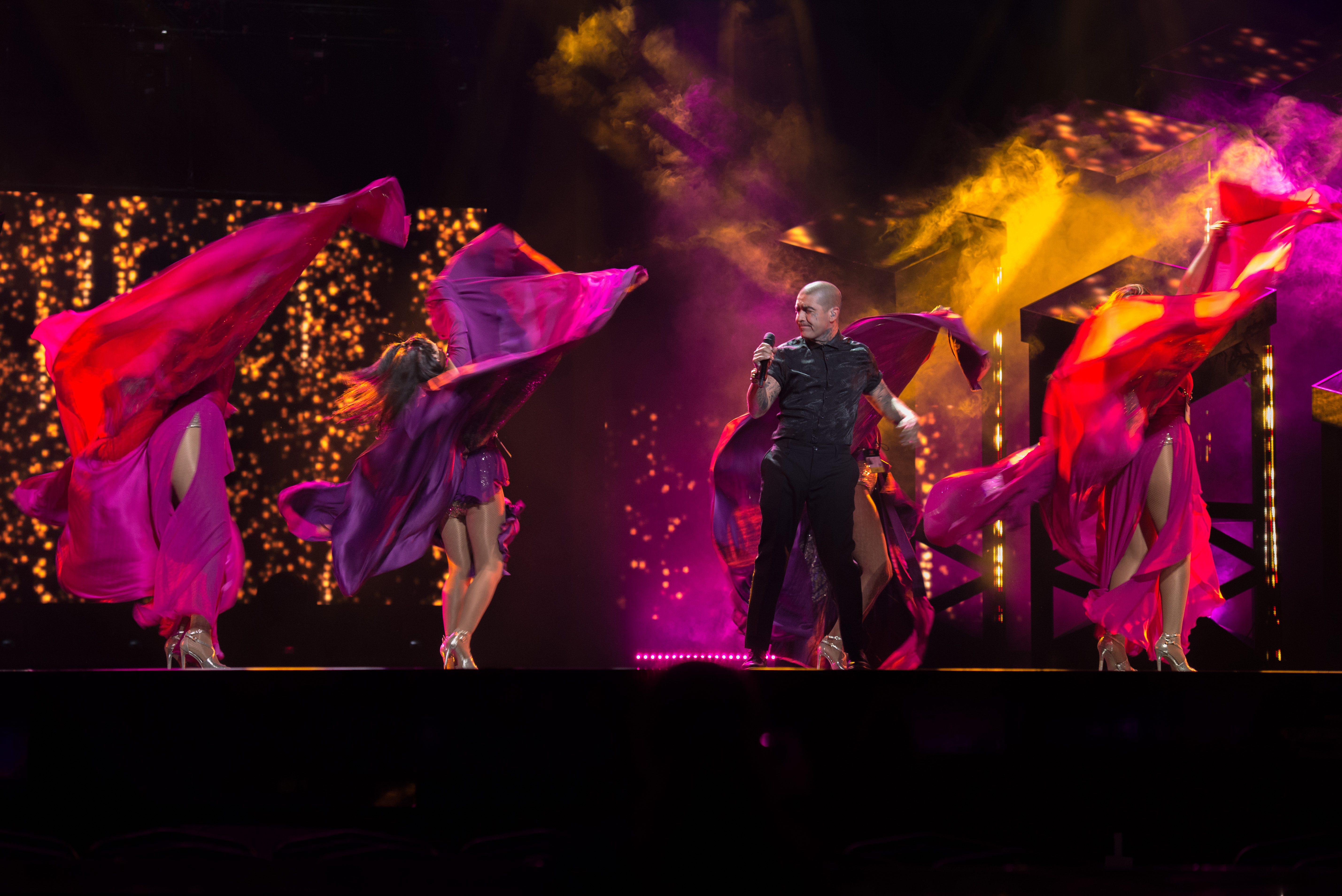
Mendez
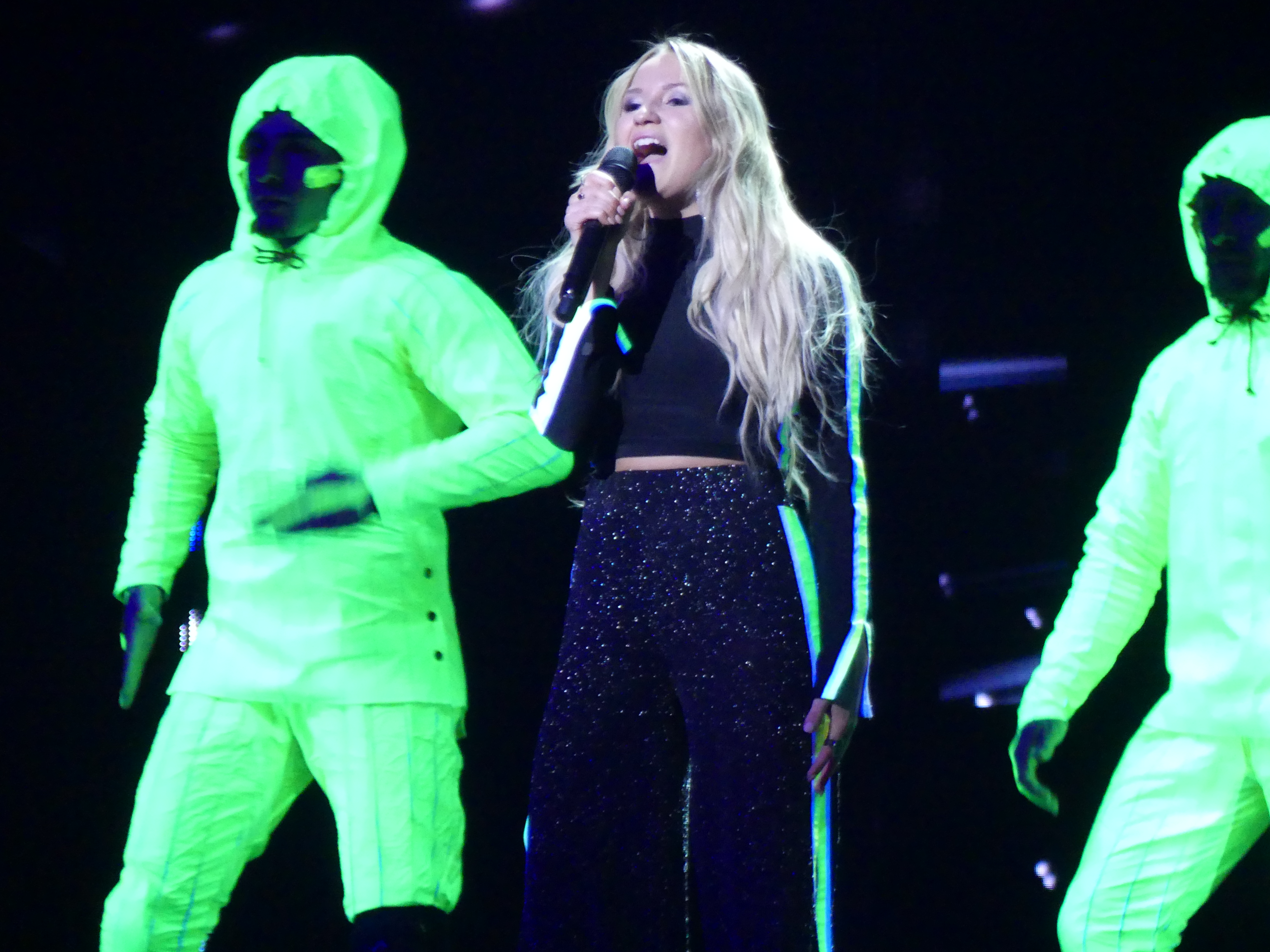
Olivia Eliasson
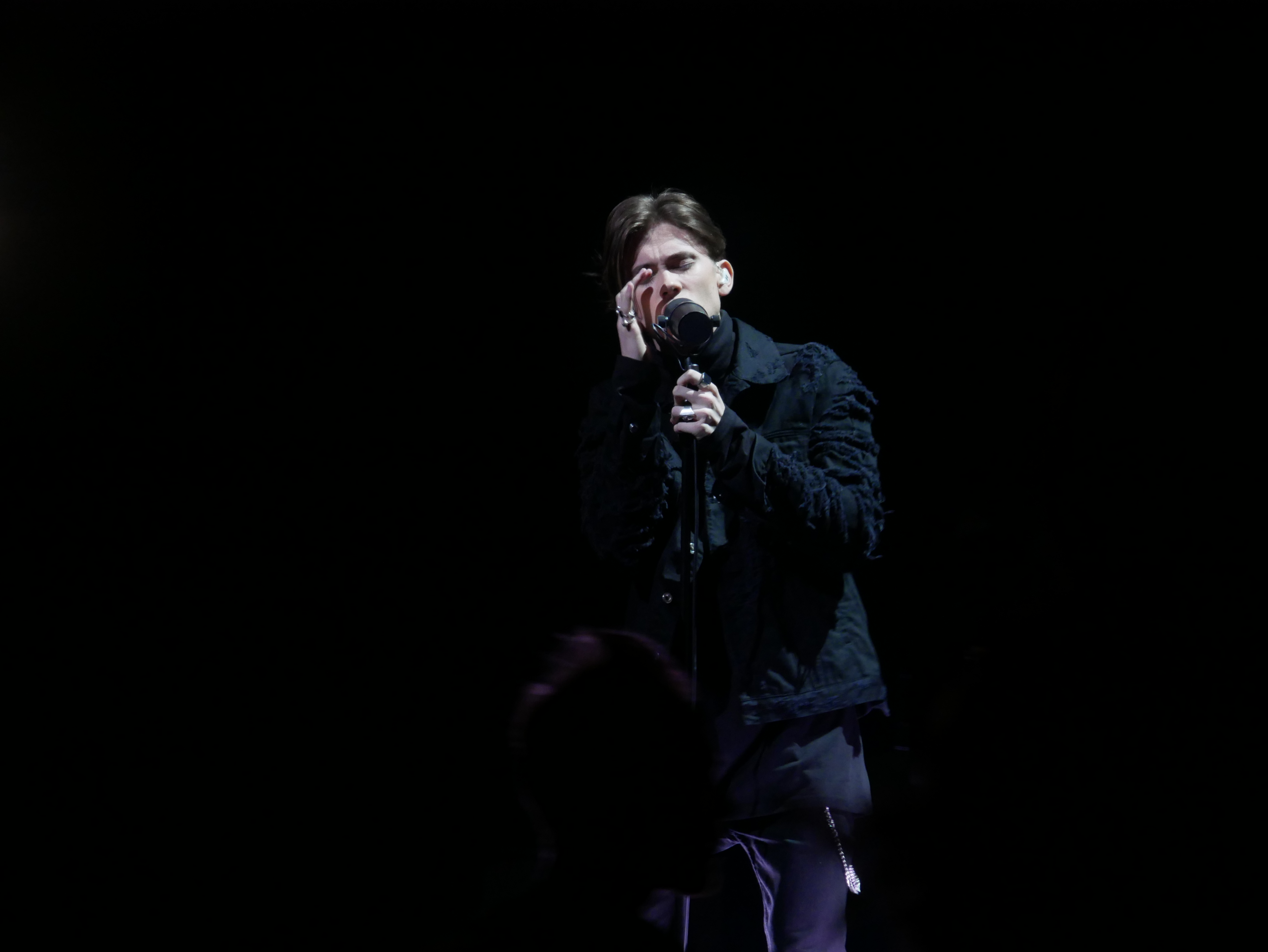
Felix Sandman